# Acacia mangium
Espèce
Répartition géographique
Classification phylogénétique
Synonymes
Selon GBIF (30/12/2023)
- Acacia glaucescens Kaneh. & Hatus.
- Acacia holosericea A.Cunn.
- Acacia holosericea var. glabrata C.T.White
- Acacia mangium var. mangium
- Mangium montanum Rumph.
- Racosperma mangium (Willd.) Pedley[2]

Acacia mangium est une espèce de plantes à fleurs de la famille des Fabacées, de la sous-famille des Mimosoidées. C'est un arbre originaire du nord-est de l'Australie et du sud-est asiatique.

## Description
Il peut atteindre 30 m de hauteur.
Comme beaucoup de Fabaceae, l'espèce fixe l'azote atmosphérique grâce à des bactéries symbiotiques vivant dans ses racines. Cette particularité et sa croissance rapide font qu'on essaie de le cultiver dans des zones où les sols sont pauvres en azote,.

## Histoire naturelle

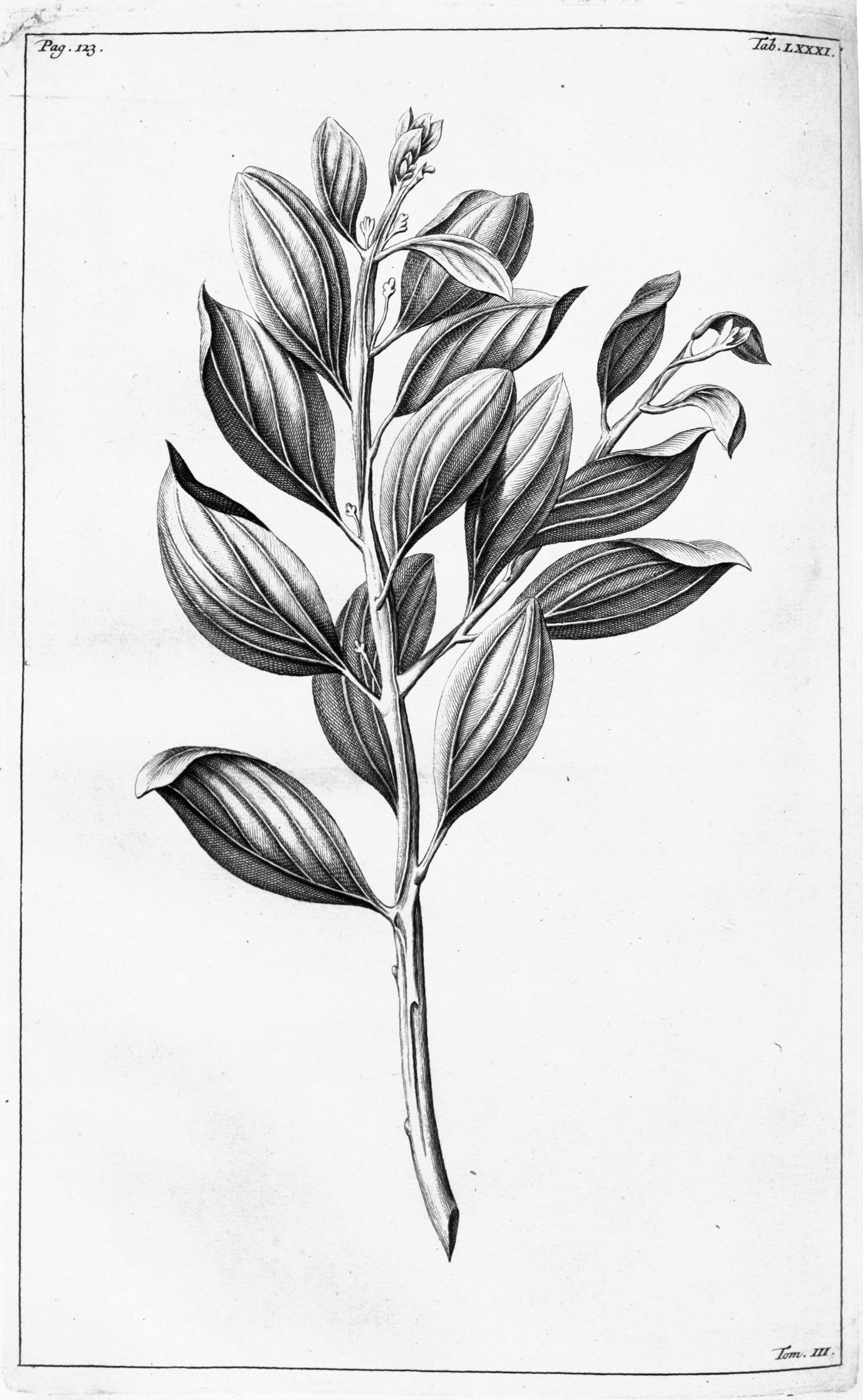
première représentation d’Acacia mangium : planche dessinée par Georg Everhard Rumpf (1627–1702)
« Mangium montanum ».

Cette espèce fut d'abord décrite par Rumpf (1627-1702) sous le nom de Mangium montanum, dans son ouvrage posthume publié en 1741-50. Il en proposait la description suivante :
« Mangium montanum. Mangi Mangi Goenong.

 Hæc arbor Mangi Mangi Goenong dicta , in parvis creſcit ſilvis in Omæ & Haroekæ montibus, formam vulgaris Mangii exhibens, cujus & foliis magnitudine, non autem venarum decurſu reſpondet, ſunt autem quinque pollices longa, fesquipedem lata, in obtuſum apicem deſinentia, per longitudinem quatuor, nervis diſtincta , utrimque protuberantibus, nullum vero gerunt nervum medium , unde & quodammodo ſimilia ſunt illis Dammar Batu, vel magis proprie illis Canellæ ſilveſtris, ingratè dulcis ſaporis.
 Arbor plurimos gerit breves ramulos denſamque comam, ramuli autem ſuperiores potiſſimum anguloſi ſunt ſeu triangulares, quibus folia nunc ſolitaria, nunc bina obpoſita inſident.
 Poſt folia fructus progerminant plures ex racemis dependentes, quæ parvæ ſunt, virides, planaæ, incurvæ, interrupt ſiliculæ, inſtar plurium ſcorpionum intricatæ, binos circiter pollices longæ, culmum craſſæ, in quibus quatuor vel quinque obcluduntur ſemina nigra, Lini ſemina æmulantia, ſed minora, nigra, & ſplendentia, rubra obtecta pellicula: Sub hac arbore nulle aliæ creſcunt herbæ.
 Omaſenſes illam vocant Mangi Mangi Octan & Goenong, nullum mihi amplius ejus nomen innotuit. In rubro creſcit ſolo, diſtinguenda vero eſt ab alia arbore Mangi Mangi Utan dicta, ſupra capite 28 deſcripta, unde hæc Omaſenſis arbor meliore jure vocanda eſſet Mangi Mangi Goenong ſeu montana, vel potius peculiaris alia habenda eſt arbor‚ natura & forma Mangiorum familia nimium diverſa.

In Rumphii Adpendice hæc ſubſequuntur. 
 Huc usque nulla alia mihi obvenit arbor, cujus folia hanc habent proprietatem, quod quatuor gerant nervos longitudinales: Anno 1690. hæc arbor in Ley-timora reperta fuit, ejusque ramus mihi inde transmiſſus forte junioris arboris, cujus rami extremi quadragoni, & acute fere alati erant, hisce folia infident plurimum ſolitaria, ſed bina ſibi mox ſubſequuntur, que brevibus ſufſinentur petiolis, ſex ſeptemque pollices longa, tres & tres cum dimidio lata, ſuperius obtuſa, ſcabra, & deorſum inflexa, &, uti dictum , quatuor nervis longitudinalibus usque ad extremum donata, qui utrimque protuberant. Ex alis ipſorum ſimplex & ſolitarius progerminat petiolus, quadratum & acutum ſuſtinens capitulum, quod floris rudimentum eſſe quis putaret, ſed ſeſe in quatuor tenera explicat foliola, viſcoſa, quales & petioli ſunt. Fructus in textu ſupra notati ſunt.

Tabula Ottogeſima Prima

Ramum exhibet Mangii montani, ſeu Goenongi. »
— Georg Everhard Rumpf, 1700.
```
proposition de traduction : 

Mangi
 de montagne. 
Mangi Mangi Goenong
.

Cet arbre, appelé 
Mangi Mangi Goenong
, pousse dans les petites forêts des montagnes d'
Oma
 
(id)
 et de 
Haruku
 
(id)
, présentant la forme du 
Mangi
 commun, dont les feuilles correspondent en taille, mais pas au niveau des nervures, et mesurent cinq pouces de long, un pied de large, se terminant par un apex émoussé, long de quatre, se distinguant par des nervures saillants des deux côtés, mais ils ne portent aucune nervure médiane, ce en quoi elles ressemblent en quelque sorte à celles du 
Dammar Batu
, ou plus exactement à celles de la cannelle sauvage, au goût désagréablement sucré.

L'arbre porte de nombreuses branches courtes et des poils denses, mais les branches supérieures sont pour la plupart anguleuses ou triangulaires, sur lesquelles les feuilles sont tantôt solitaires, tantôt par paires opposées.

Après les feuilles, le fruit pousse en plusieurs petites grappes pendantes, vertes, plates, courbées, interrompues, comme de nombreux scorpions entrelacés, d'environ deux pouces de long, avec une tige épaisse, dans laquelle sont enfermées quatre ou cinq graines noires, ressemblant à des graines de lin, mais plus petites, noires et brillantes, recouvertes d'une pellicule rouge : Sous cet arbre ne pousse aucune autre herbe.

Les habitants d'
Oma
 l'appellent 
Mangi Mangi Octan
 & 
Goenong
, je ne connais plus son nom.

Il ne pousse que dans le sol rouge, mais doit être distingué d'un autre arbre appelé 
Mangi Mangi Utan
, décrit ci-dessus au chapitre 28, d'où le fait que cet arbre d'
Oma
 devrait être plus proprement appelé 
Mangi Mangi Goenong
 c'est-à-dire "de montagne", afin de le considérer comme un arbre distinct, de par sa nature et sa forme, parmi le groupe des 
Mangi
 qui est très diversifiés.

Dans l'annexe de Rumph s'ensuit.

Jusqu'à présent, je n'ai rencontré aucun autre arbre dont les feuilles aient cette propriété de porter quatre nervures longitudinales : en 1690, cet arbre a été trouvé à Leytimora, et sa branche m'a été envoyée de là, peut-être d'un arbre plus jeune, dont l’extrémité des branches étaient quadrangulaires et avaient des ailes presque aiguës. Ces feuilles sont très solitaires, mais deux suivent peu après elles, qui sont soutenues par de courts pétioles, longs de six et sept pouces, larges de trois et trois et demi, obtus dessus, scabres et courbé vers le bas, et, comme on l'a dit, dotés de quatre nervures longitudinales à l'extrémité, qui faisaient saillie des deux côtés. De leurs ailes pousse un pétiole simple et solitaire, supportant une tête carrée et pointue, qu'on croirait être le rudiment d'une fleur, mais il se déploie en quatre folioles tendres, visqueuses, comme le sont les pétioles. Les fruits sont notés dans le texte ci-dessus.

Planche quarte-vingt-unième

Elle représente une branche de 
Mangii montani
, ou 
Goenongi
.
```

En 1805, le botaniste Willdenow fut le premier à le décrire selon la nomenclature linnéenne, et en proposait la diagnose suivante :
« 13. ACACIA Mangium. W.

A. inermis, foliis ovatis acutis oblique venoſis, leguminibus falcatis, ramis triquetris. W.

Mangium montanum, Rumph. amb. 3. p. 123. t. 81.

Mangium-Acacie. W.

Habitat in Moluccis. ♄. 
Accedit ad praecedentem tamen multis notis diverſa, differt enim: ramulis triquetris, qui in A. laurifolia ſubangulati, foliis inaequilateris coſta media uno latere ramos tres nervoſos exſerente, cum in A. laurifolia nulla coſta media et nervi plerumque 13 a baſi ad apicem excurrunt. W. »
— Carl Ludwig von Willdenow, 1805.
```
proposition de traduction : 

Acacia inerme, avec des feuilles ovales fortement nervurées obliquement, des gousses falquées, des branches triquettes. W.

Mangium montanum
, 
Rumph.
 amb. 3. p. 123. t. 81
[
6
]
.

Mangium-Acacie
. W.

Vit aux Moluques. ♄.

Il est proche de l'espèce précédente [
Acacia laurifolia
] mais en diffère par de nombreuses caractéristiques : les branches, subanguleuses chez 
A. laurifolia
, sont ici triquettes. Les feuilles ont une nervure médiane inéquitable avec trois nervures ramifiée dépassant d'un côté, tandis que chez A. laurifolia on n'observe pas de nervure médiane mais généralement 13 nervures allant de la base à l'apex. W.
```

## Galerie

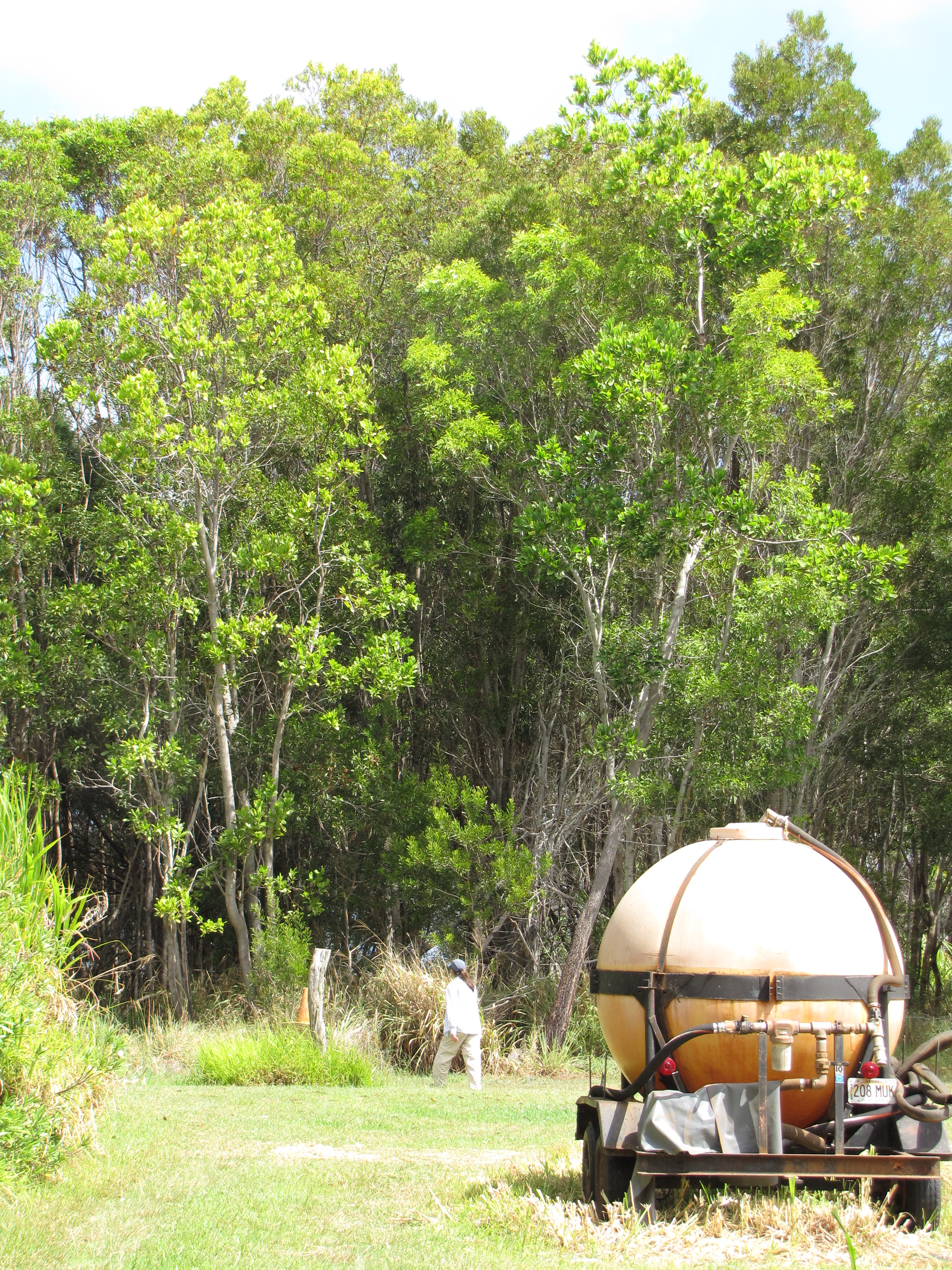
Acacia mangium adultes dans un contexte agricole (à Piiholo, Maui, Hawaï)
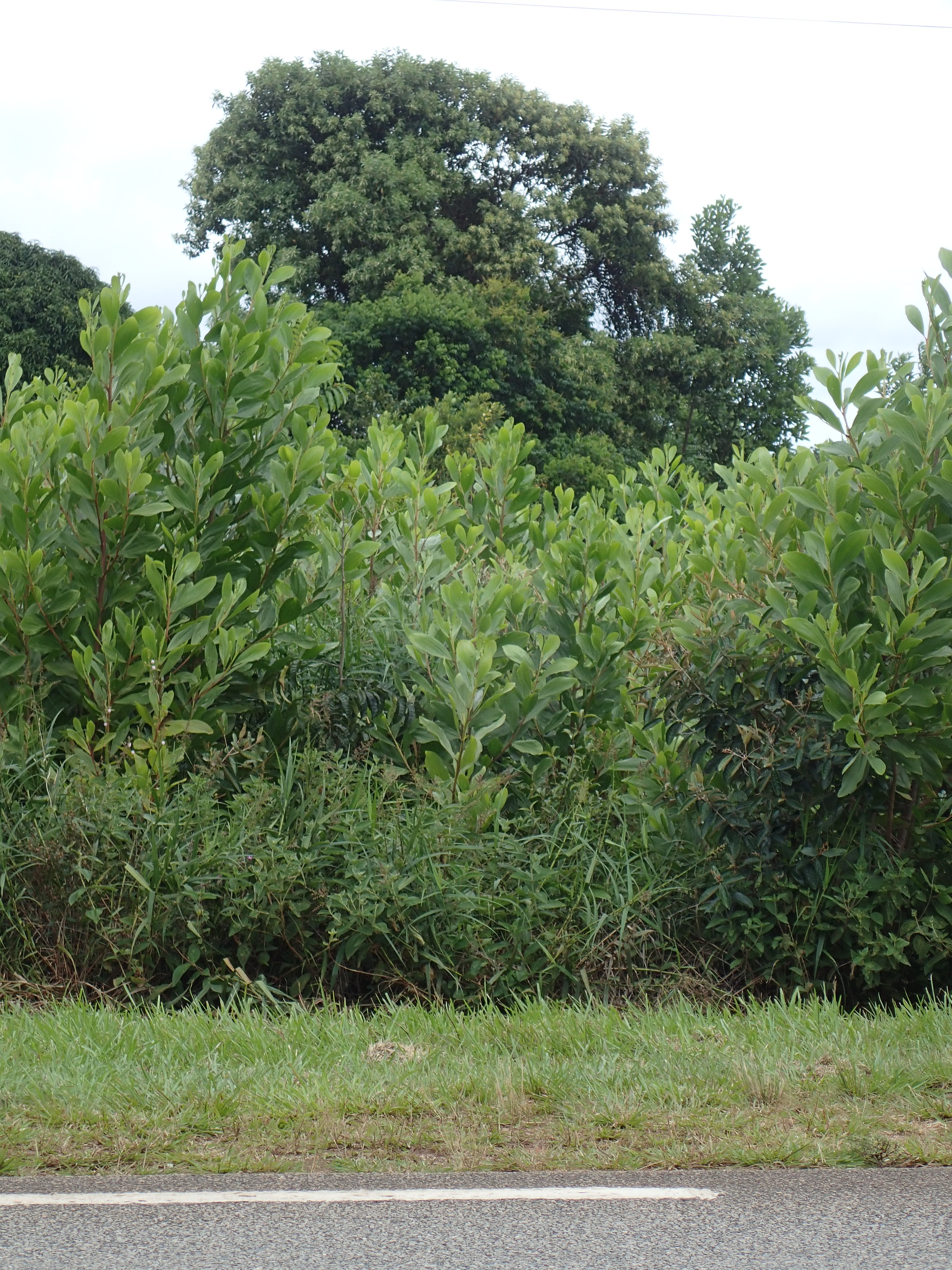
recrû d’Acacia mangium en bord de route en Guyane
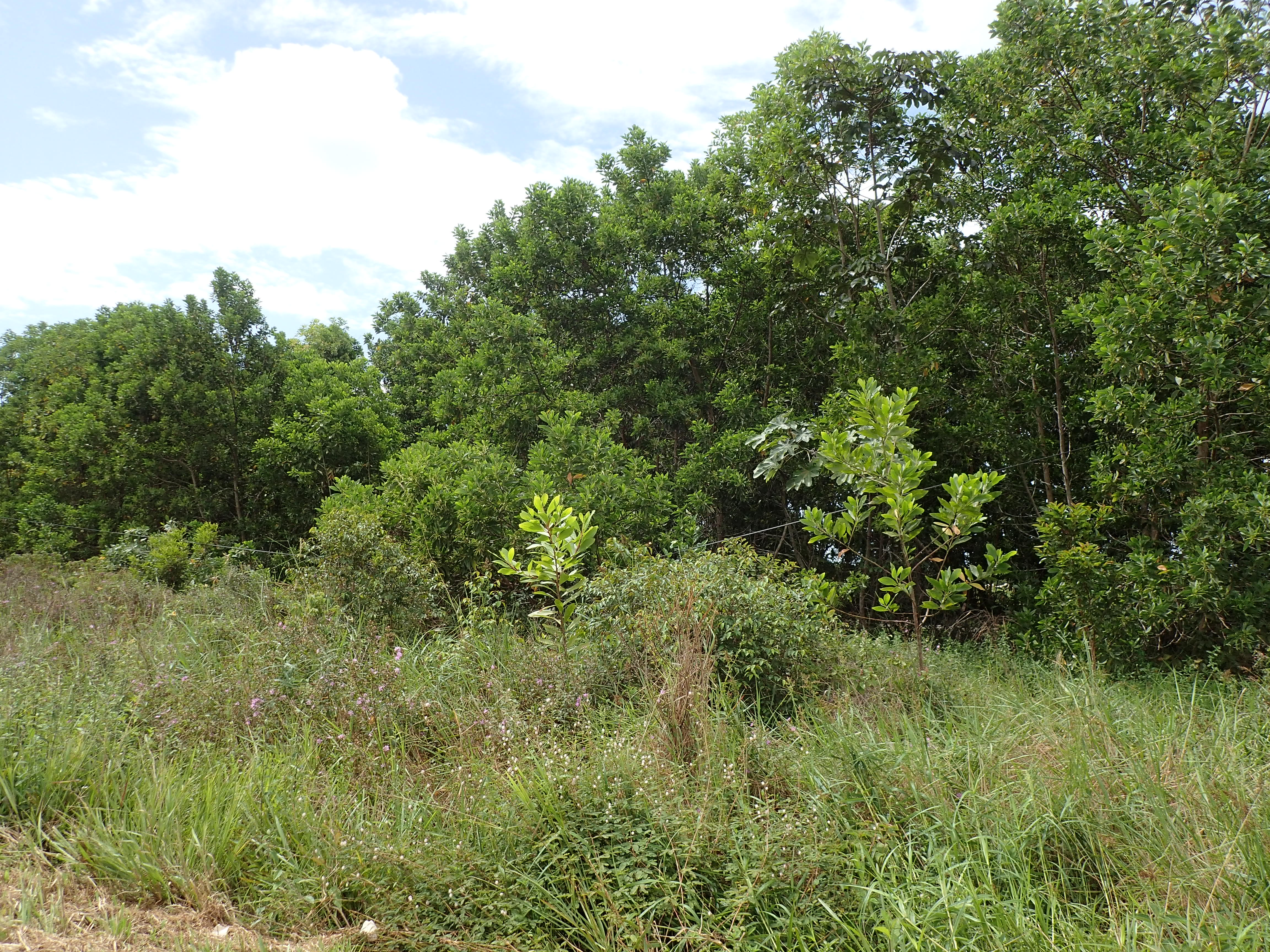
recrû d’Acacia mangium juvéniles et allée en bord de route (en Guyane)
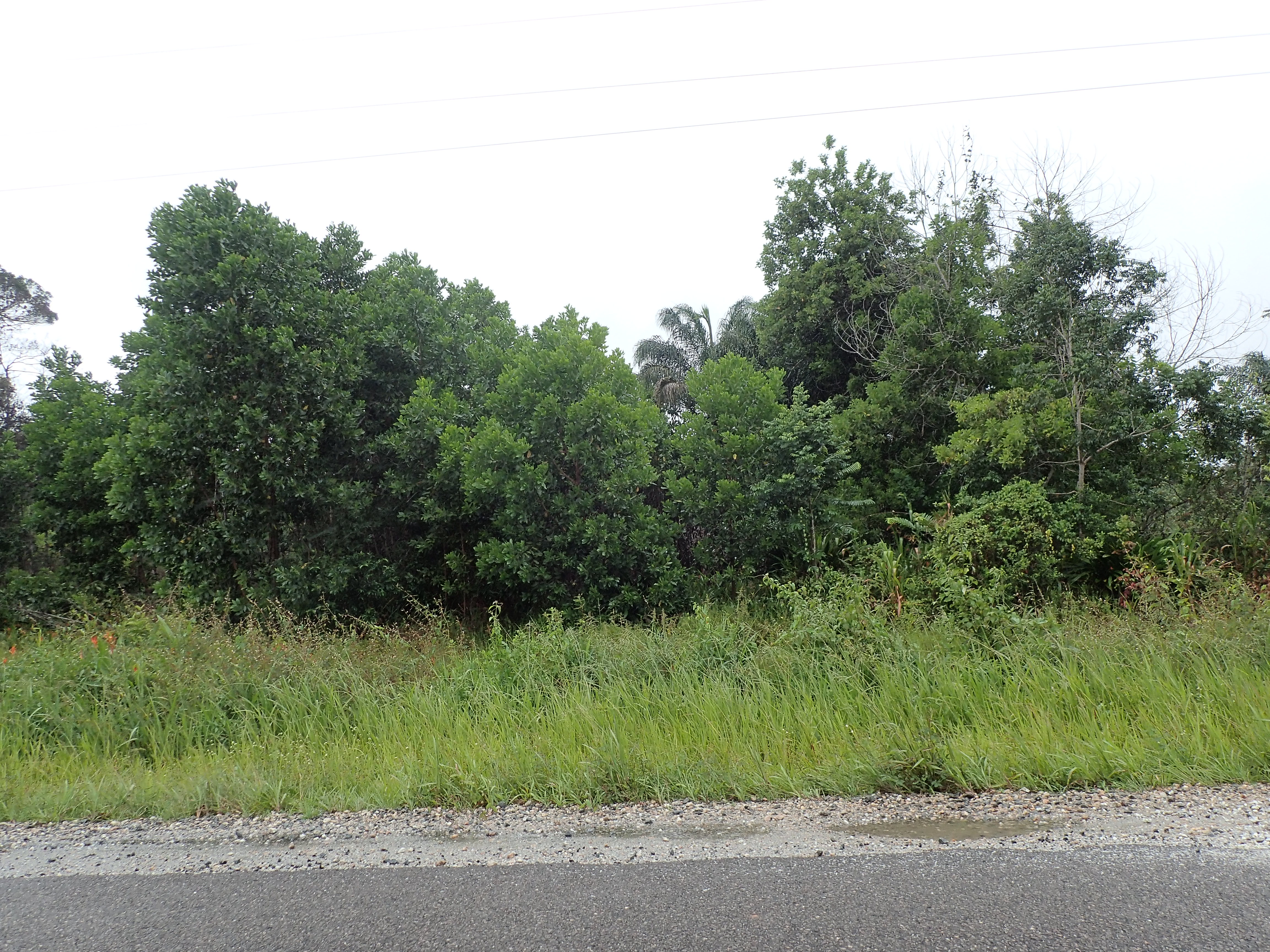
Acacia mangium spontanés en bord de route (en Guyane)
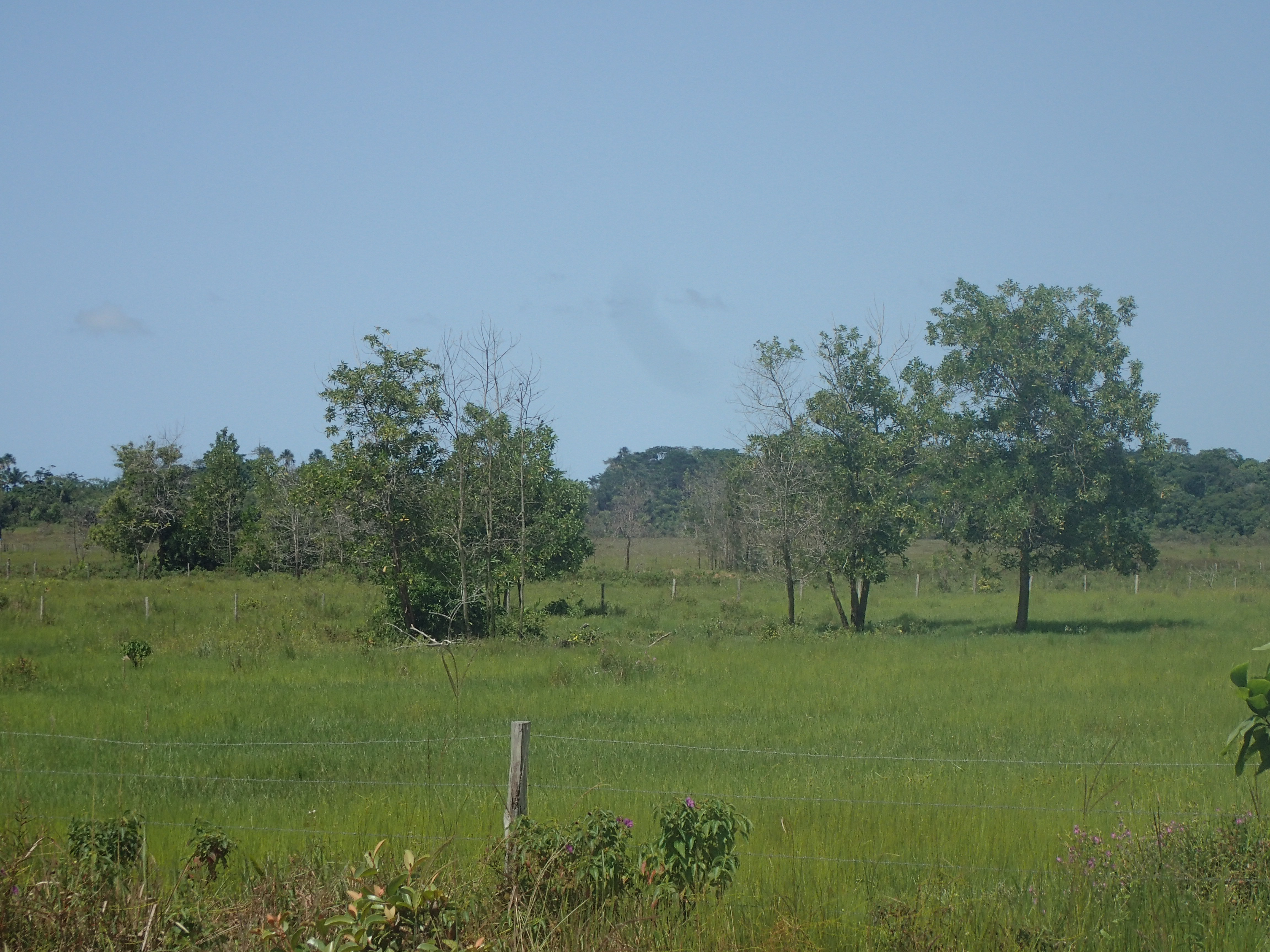
prairie artificielle à Kikouyou (Urochloa humidicola), issue de la destruction de savane originelle, et parsemée d’Acacia mangium spontanés (en Guyane)
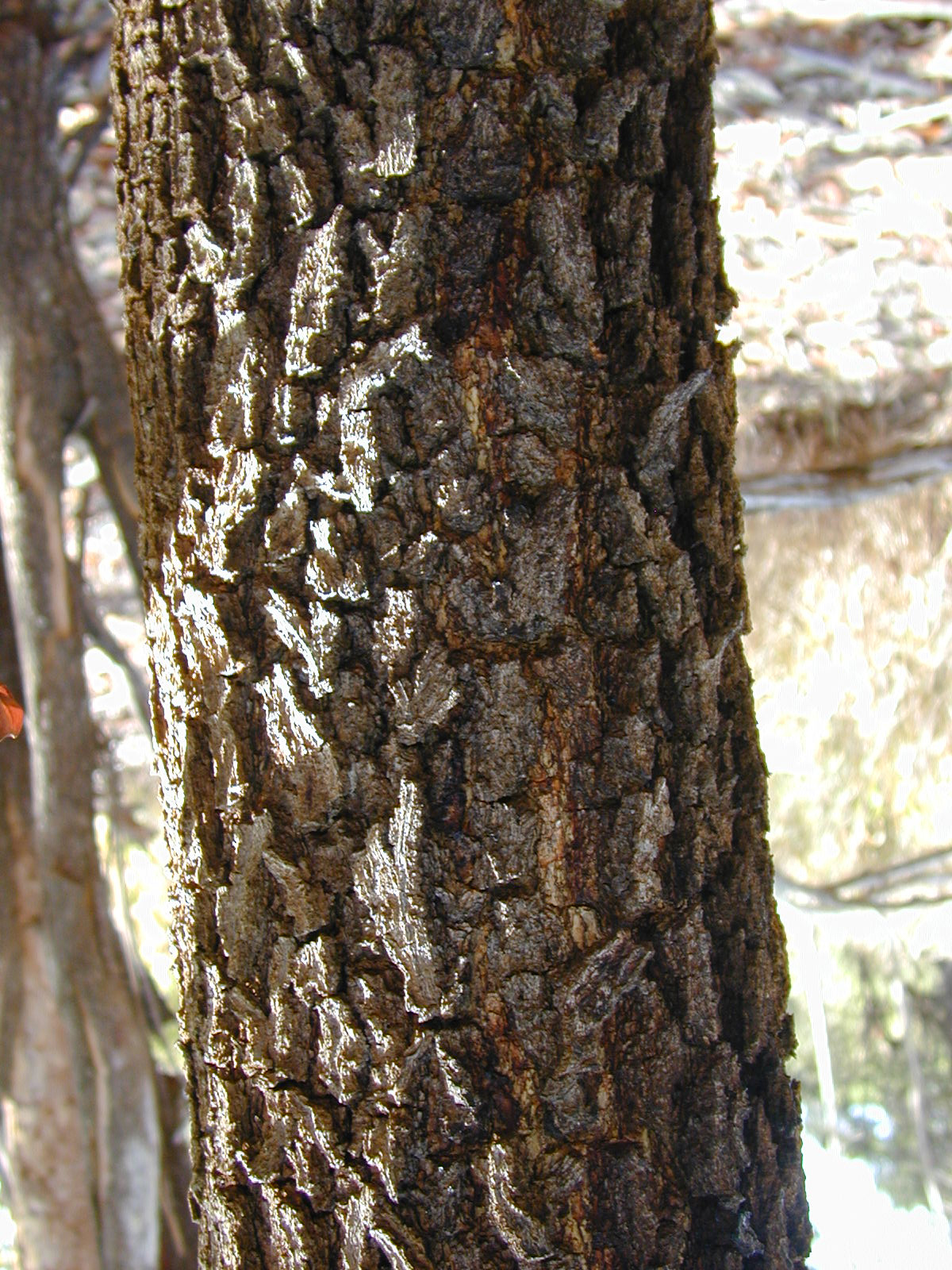
vieille écorce d’Acacia mangium (à Hamakuapoko, Maui, Hawaï)
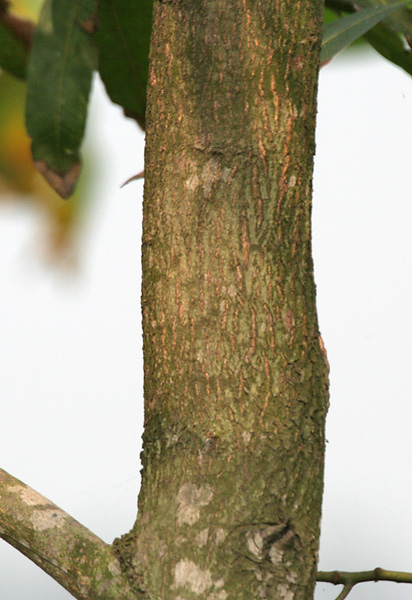
jeune tronc d’Acacia mangium (à Calcutta, Inde)
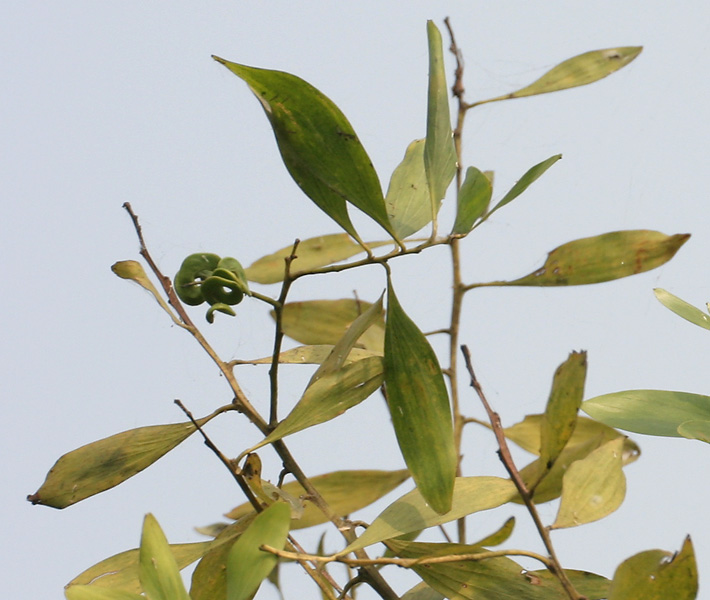
rameau feuillé et gousses d’Acacia mangium (à Calcutta, Inde)
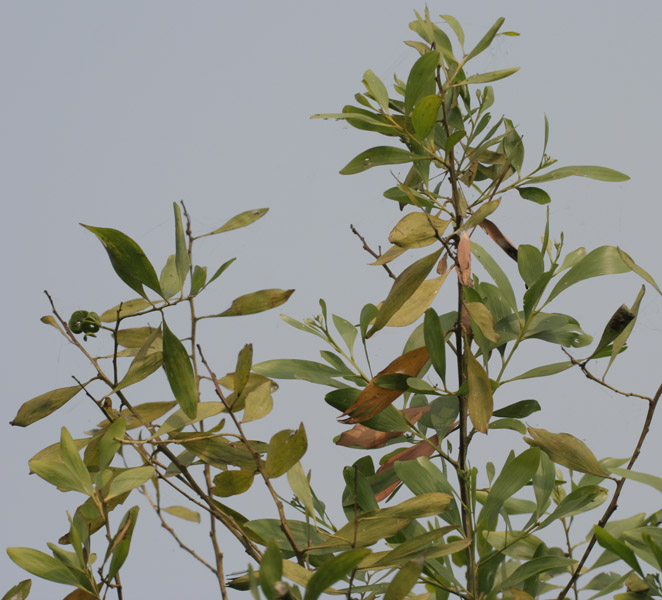
rameau feuillé d’Acacia mangium (à Calcutta, Inde)
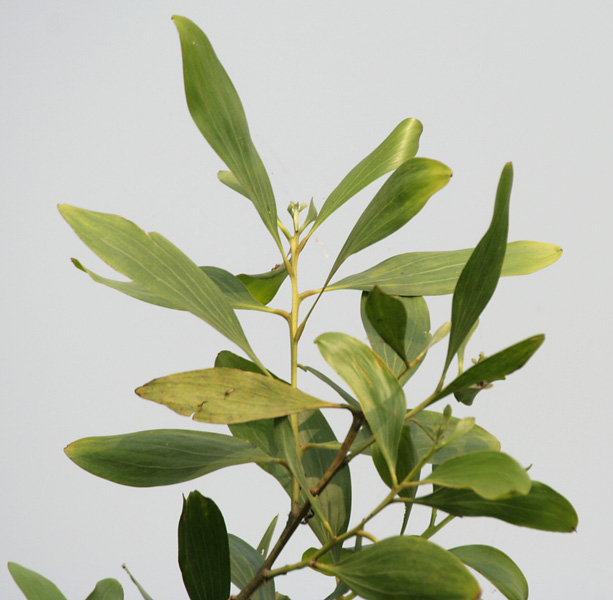
rameau feuillé d’Acacia mangium (à Calcutta, Inde)
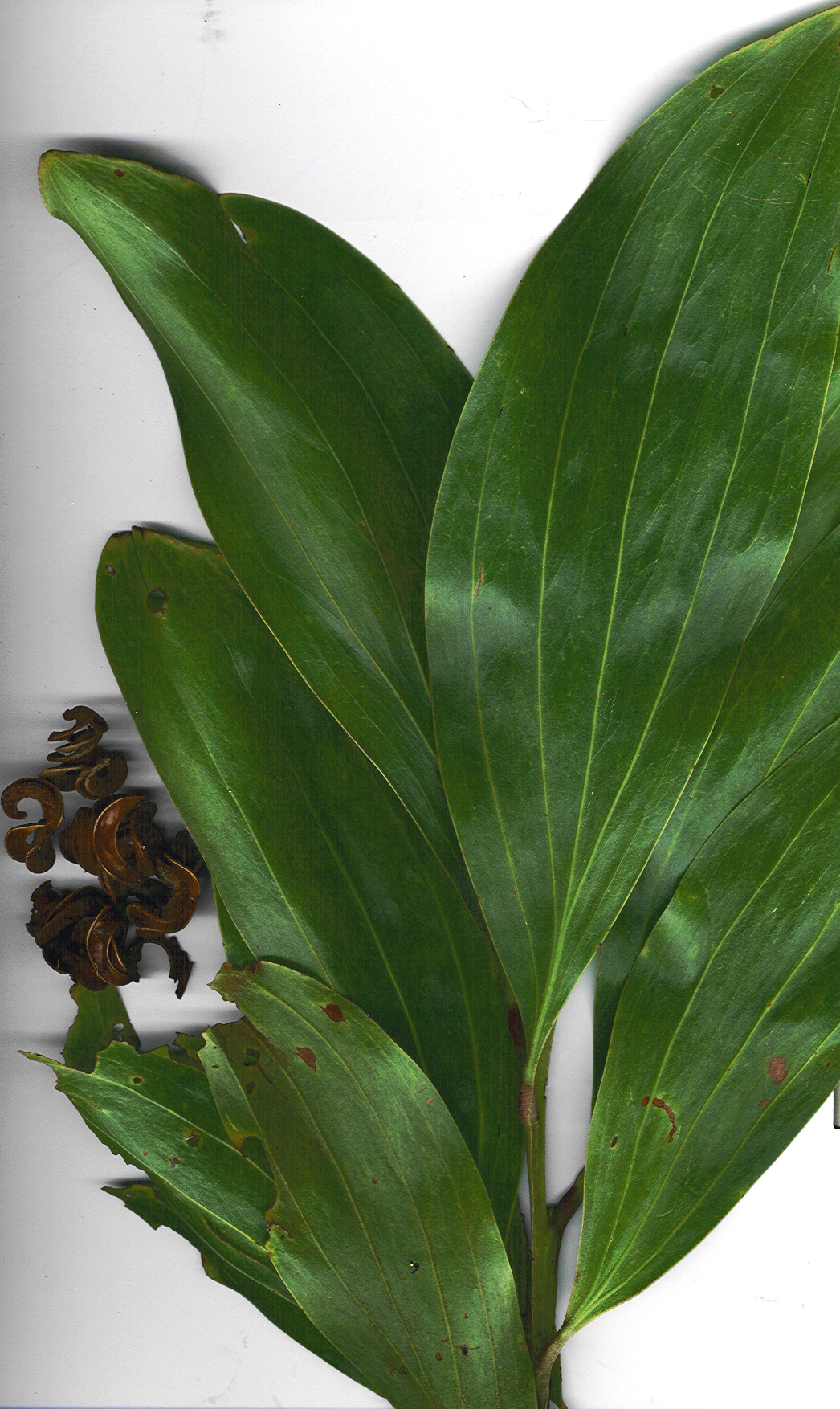
rameau feuillé et vieilles gousses d’Acacia mangium (à Hamakuapoko, Maui, Hawaï)
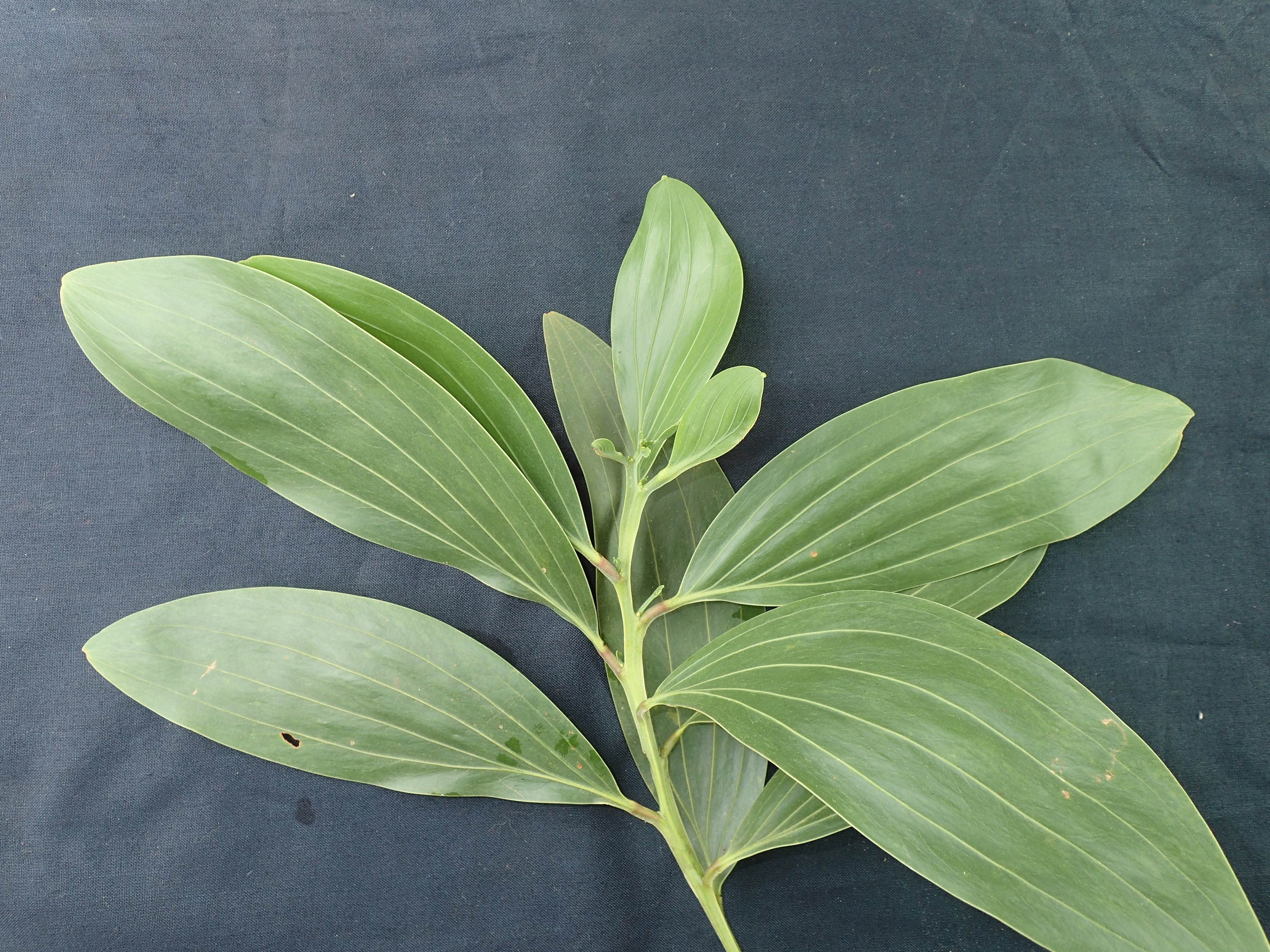
phyllodes d’Acacia mangium adulte
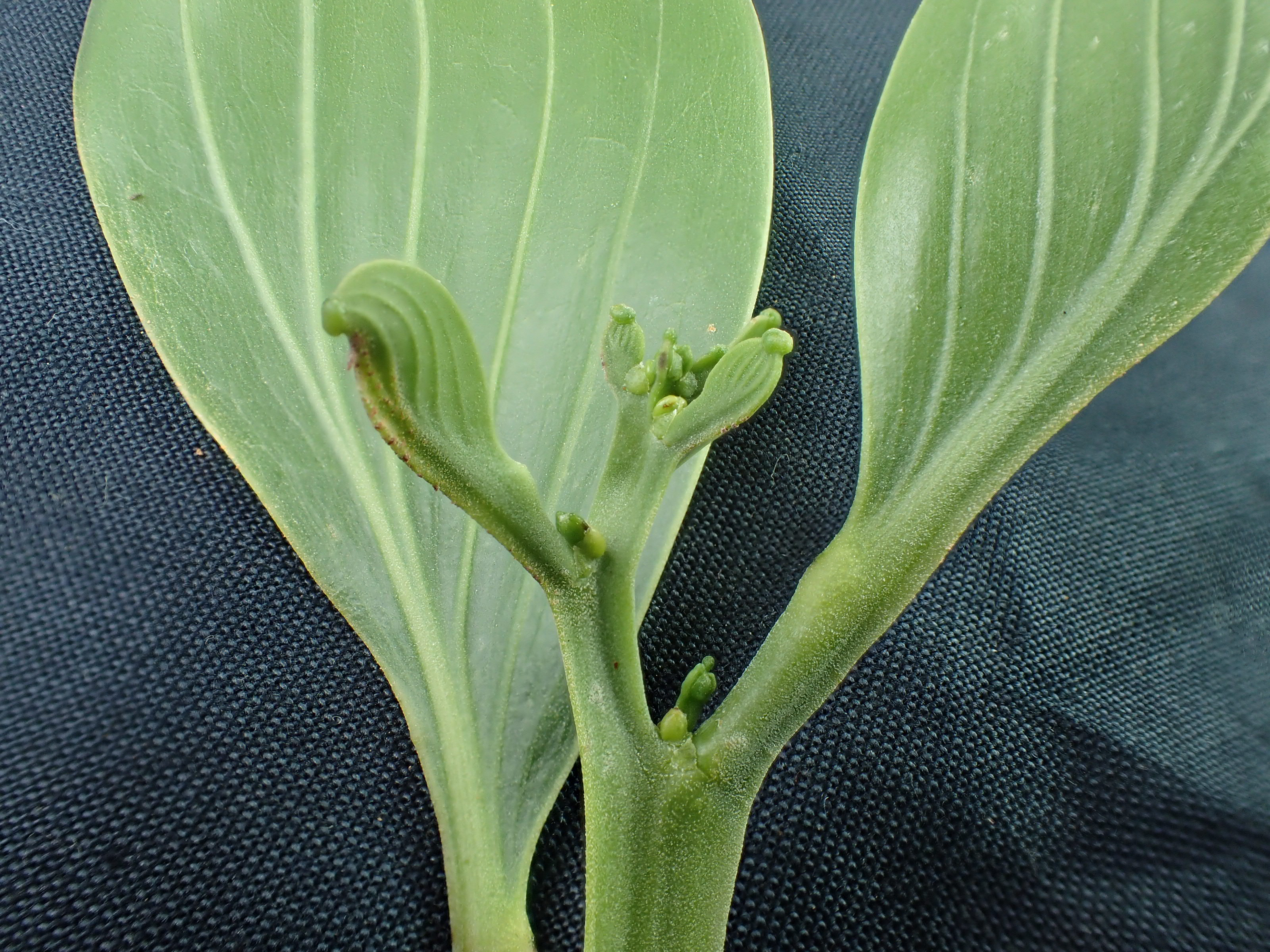
bourgeon terminal d’Acacia mangium (avec nectaires extrafloraux et stipules en écaille)
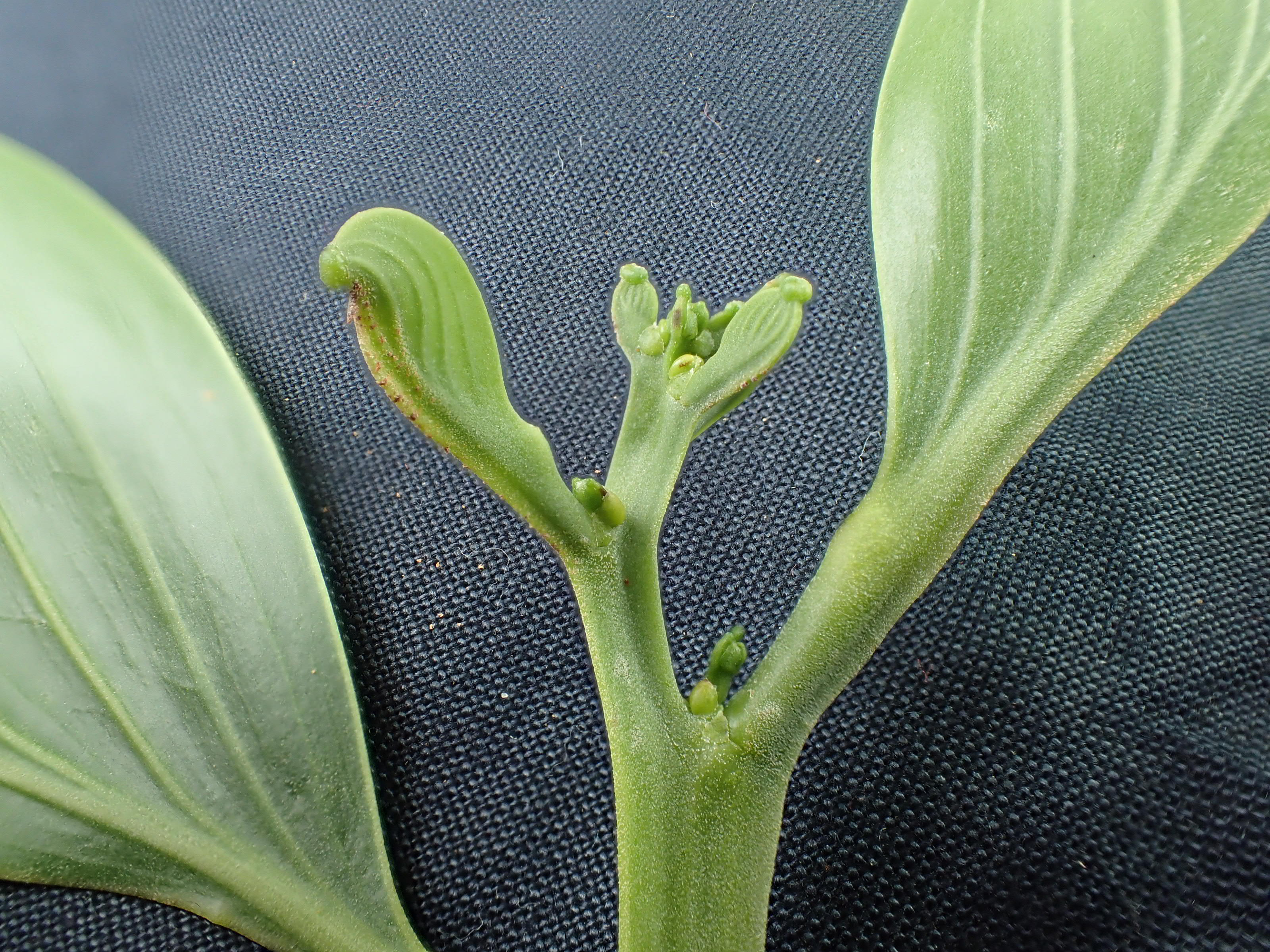
bourgeon terminal d’Acacia mangium (avec nectaires extrafloraux et stipules en écaille)
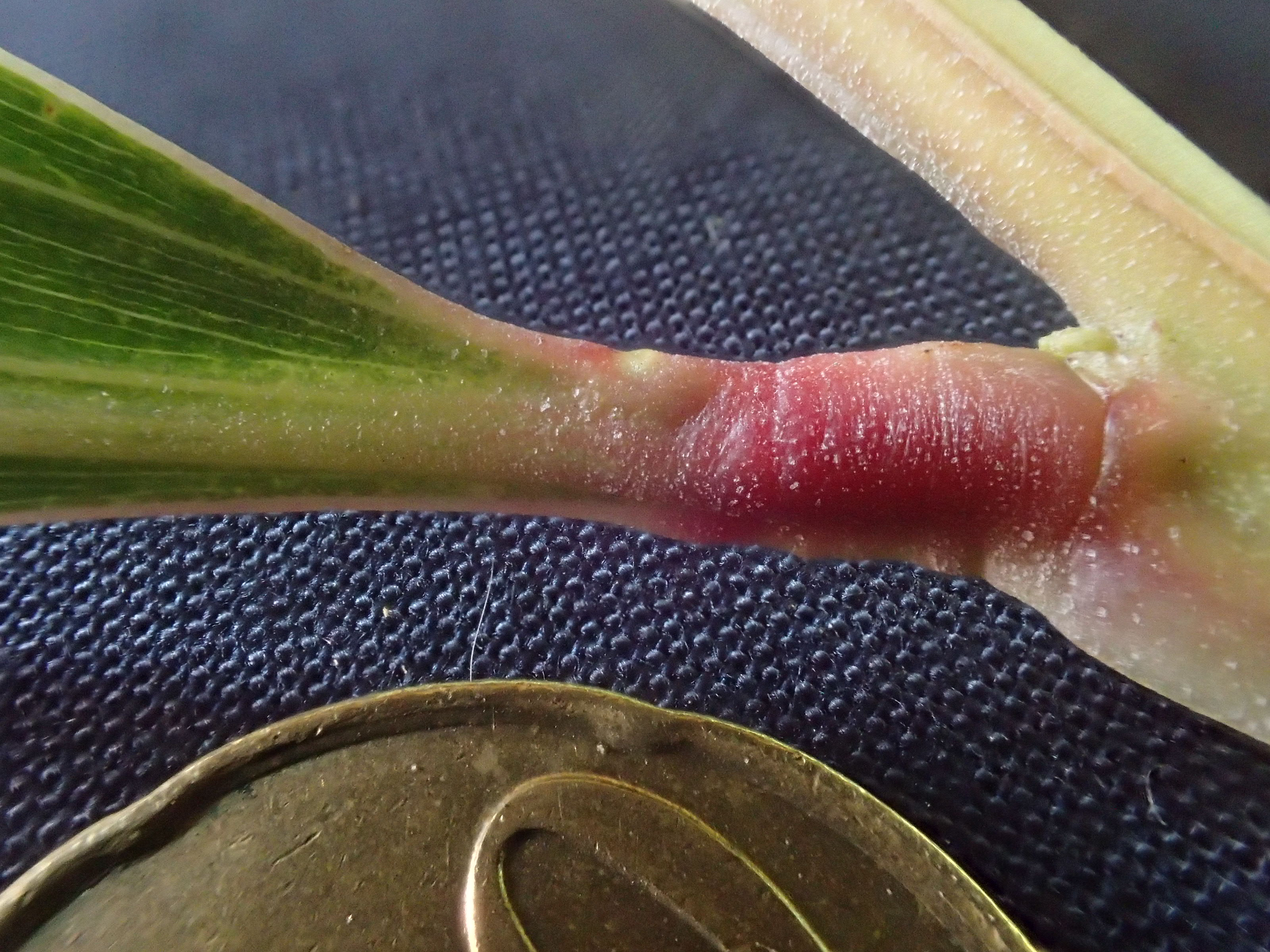
pétiole pulviné glanduleux (nectaire extrafloral) de phyllode d’Acacia mangium
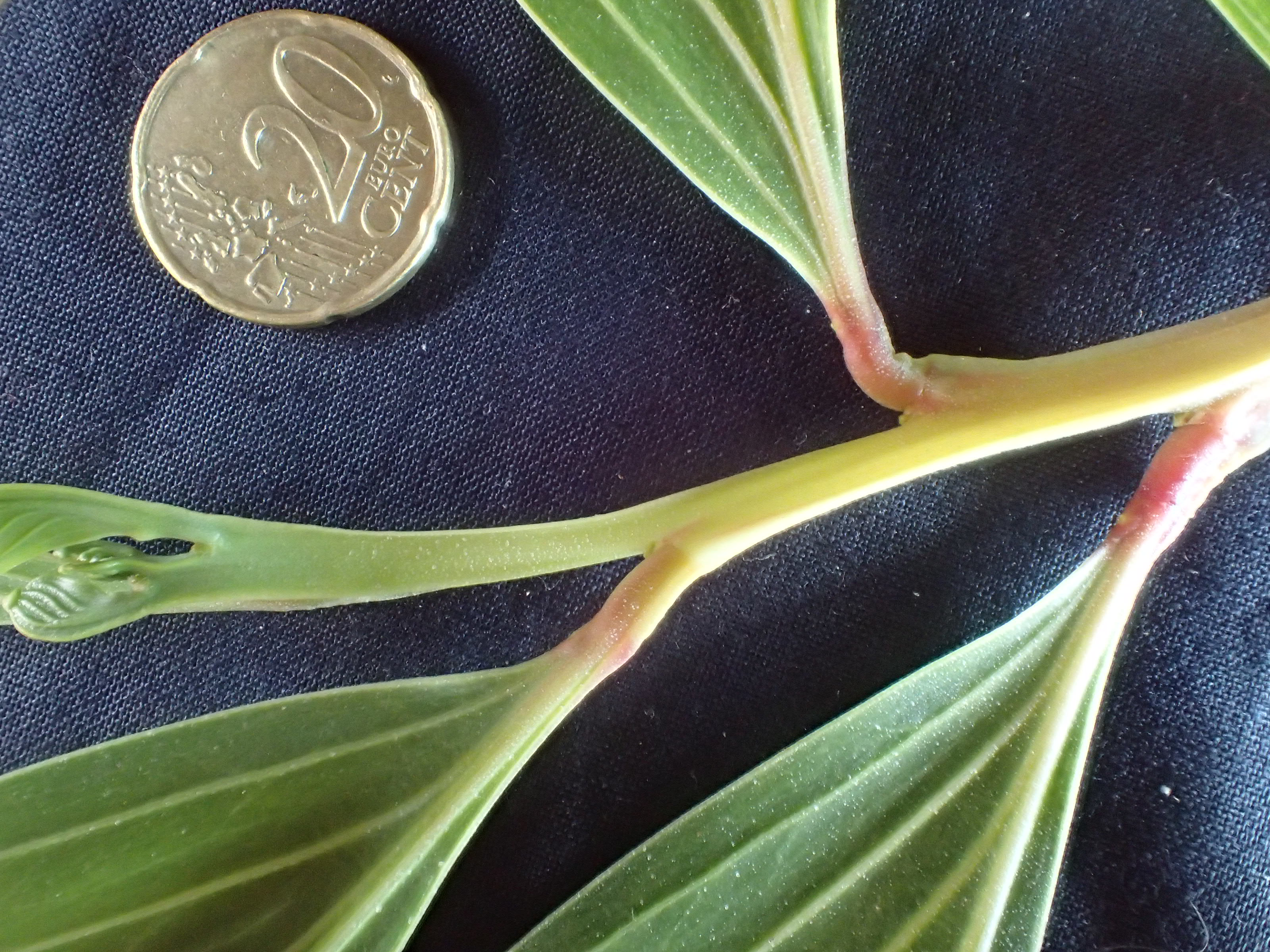
jeune rameau anguleux (ailé) d’Acacia mangium
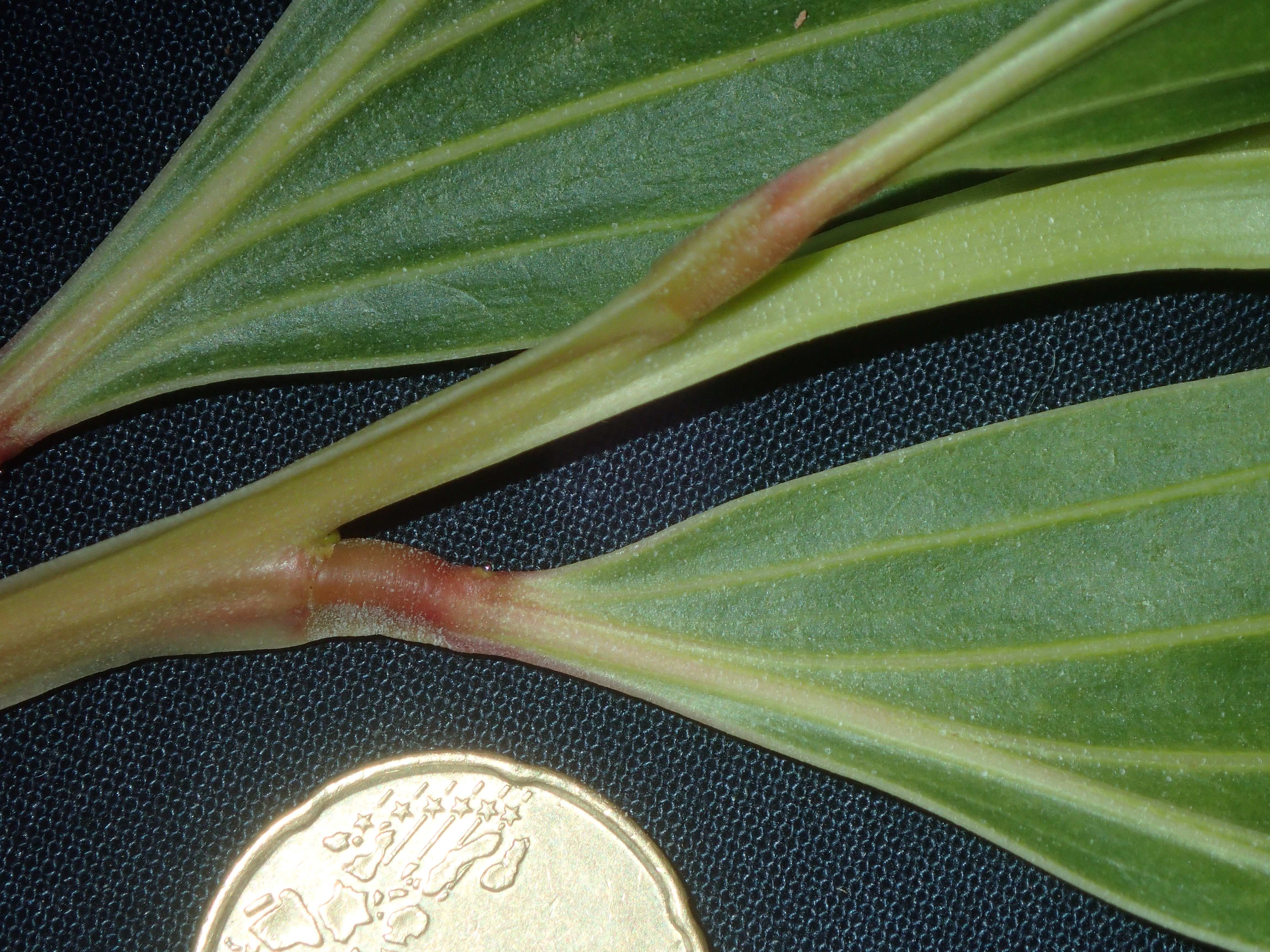
jeune rameau anguleux (ailé) d’Acacia mangium
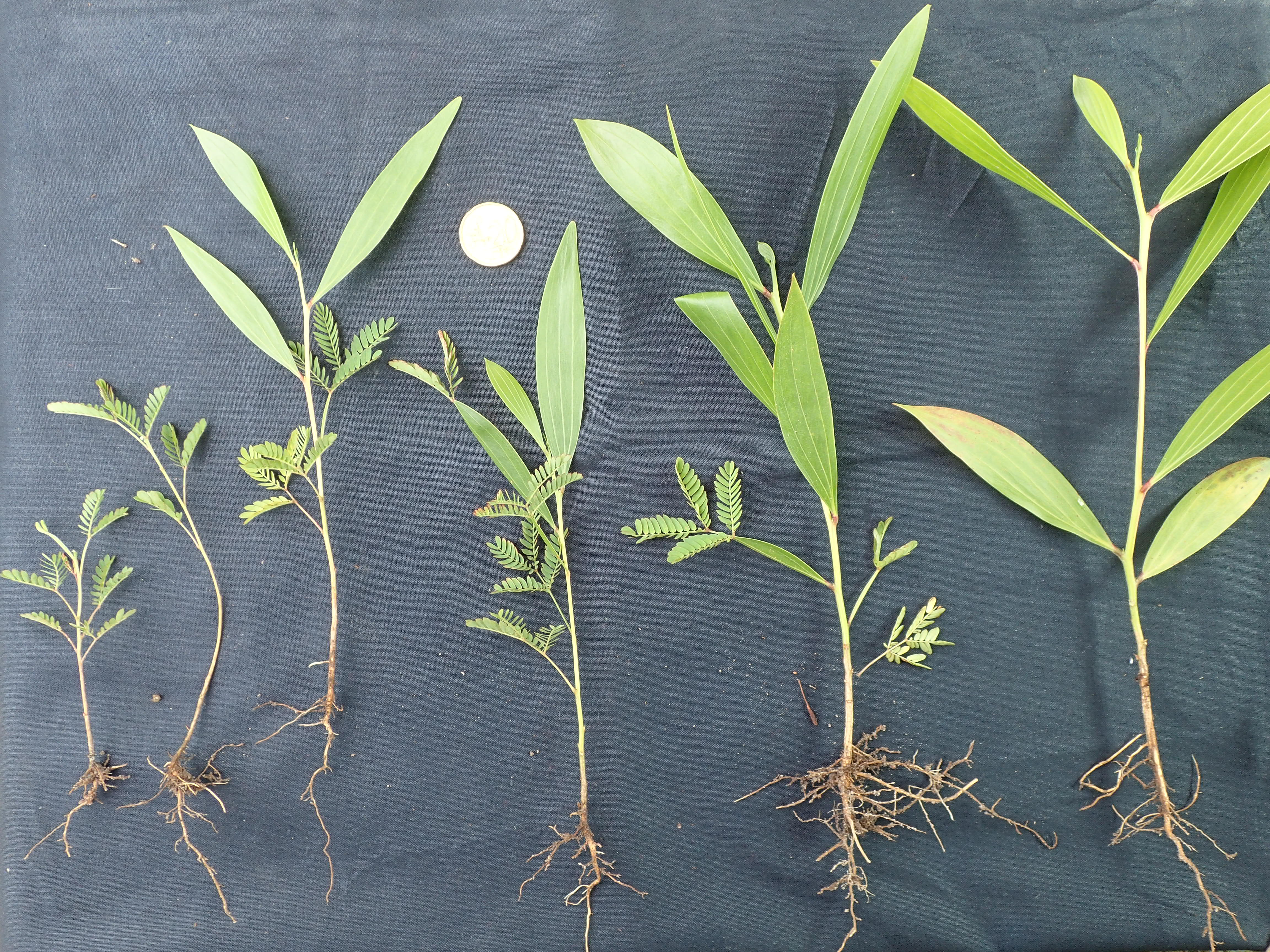
plantules d’Acacia mangium à différents stades (en Guyane)
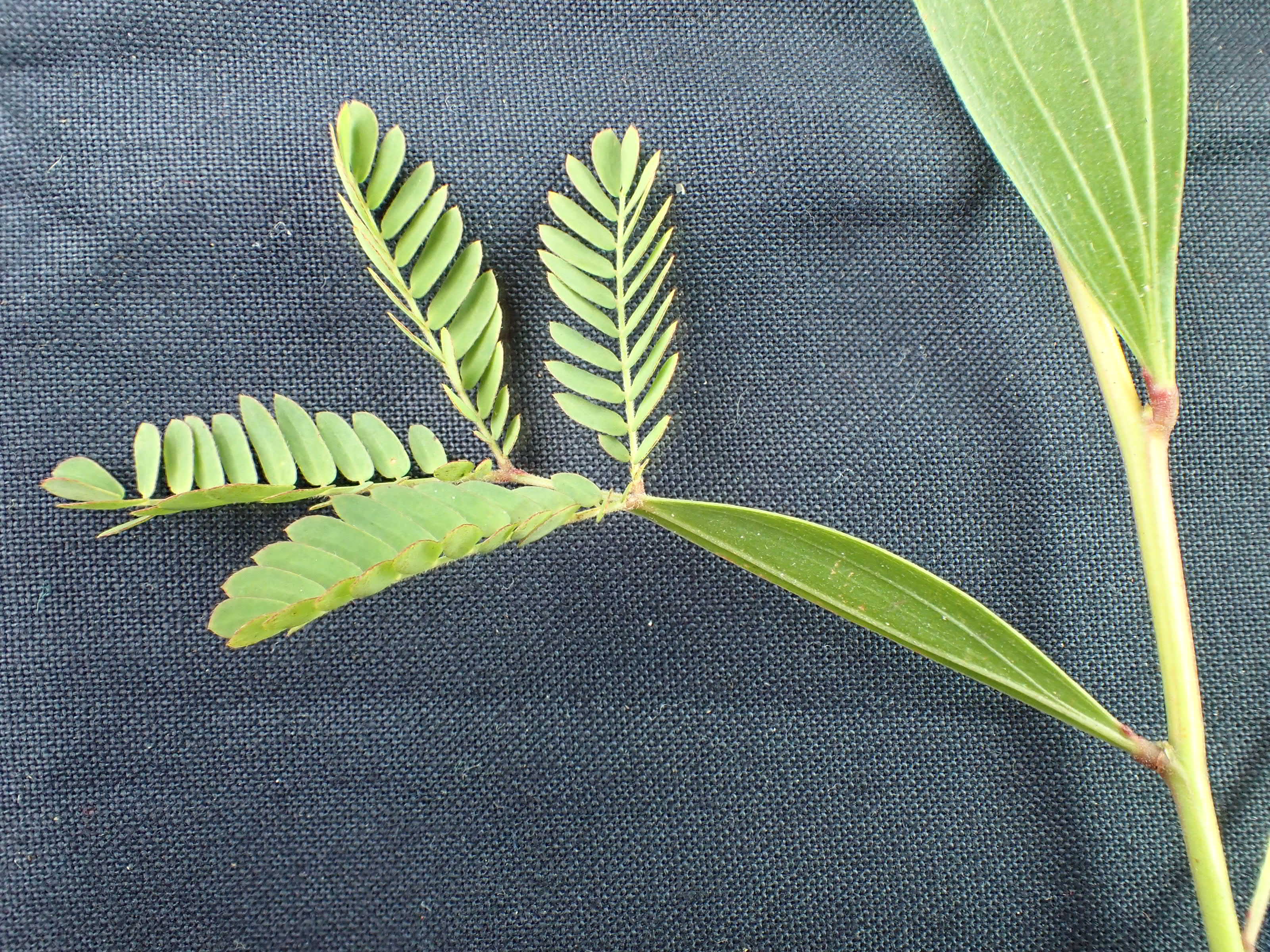
feuille composée bipennée d’Acacia mangium juvénile
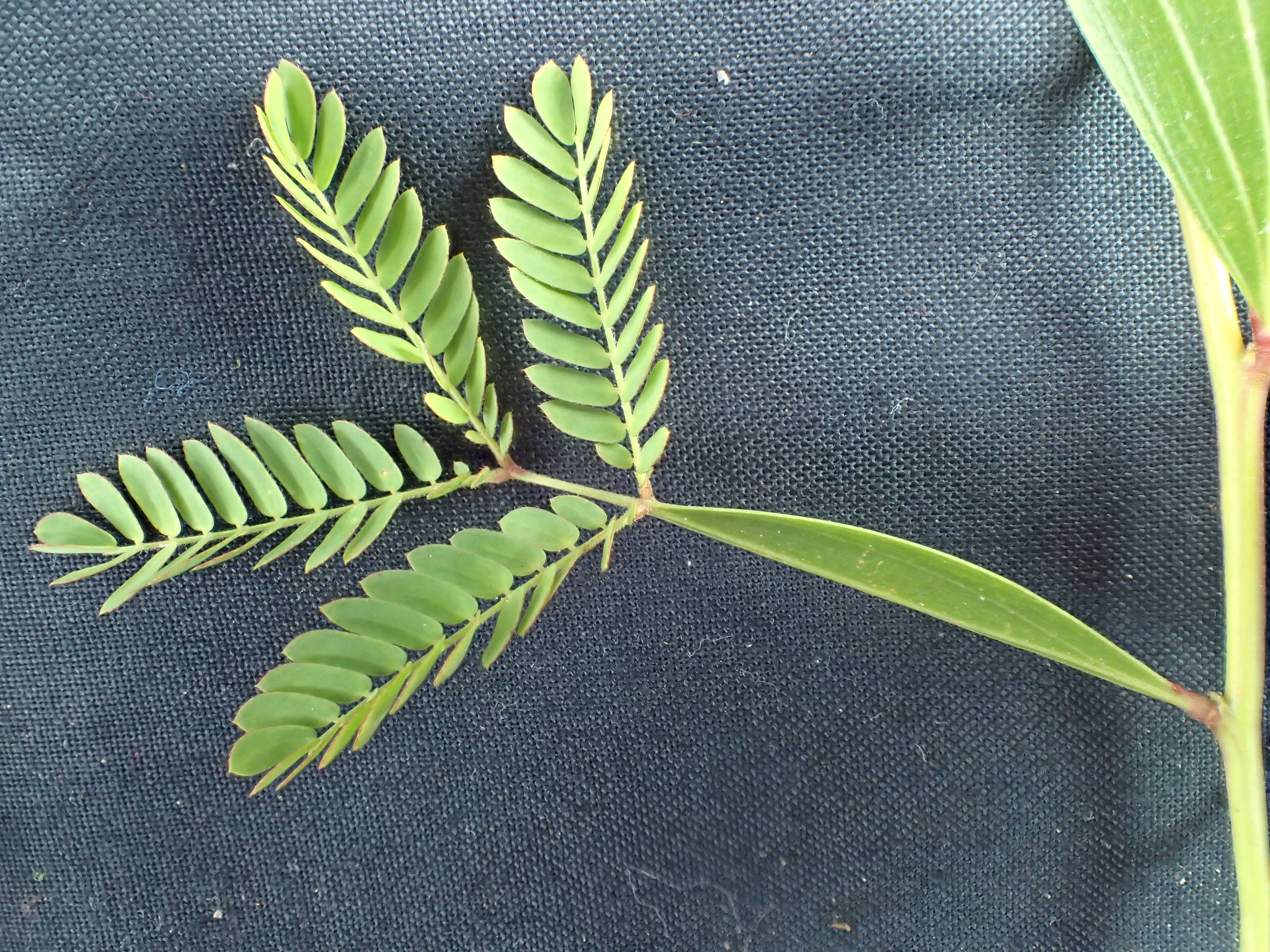
feuille composée bipennée d’Acacia mangium juvénile
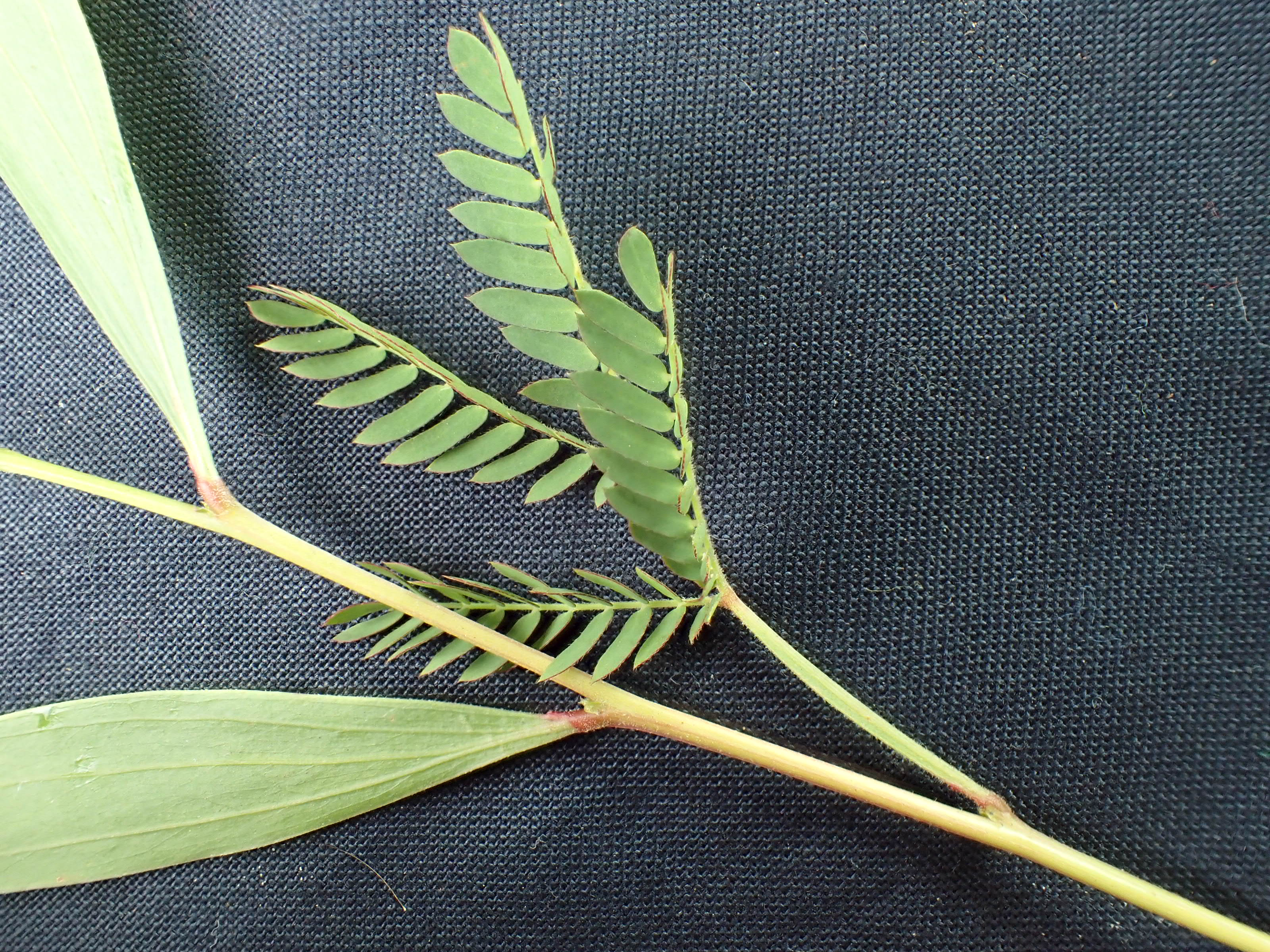
feuille composée bipennée d’Acacia mangium juvénile
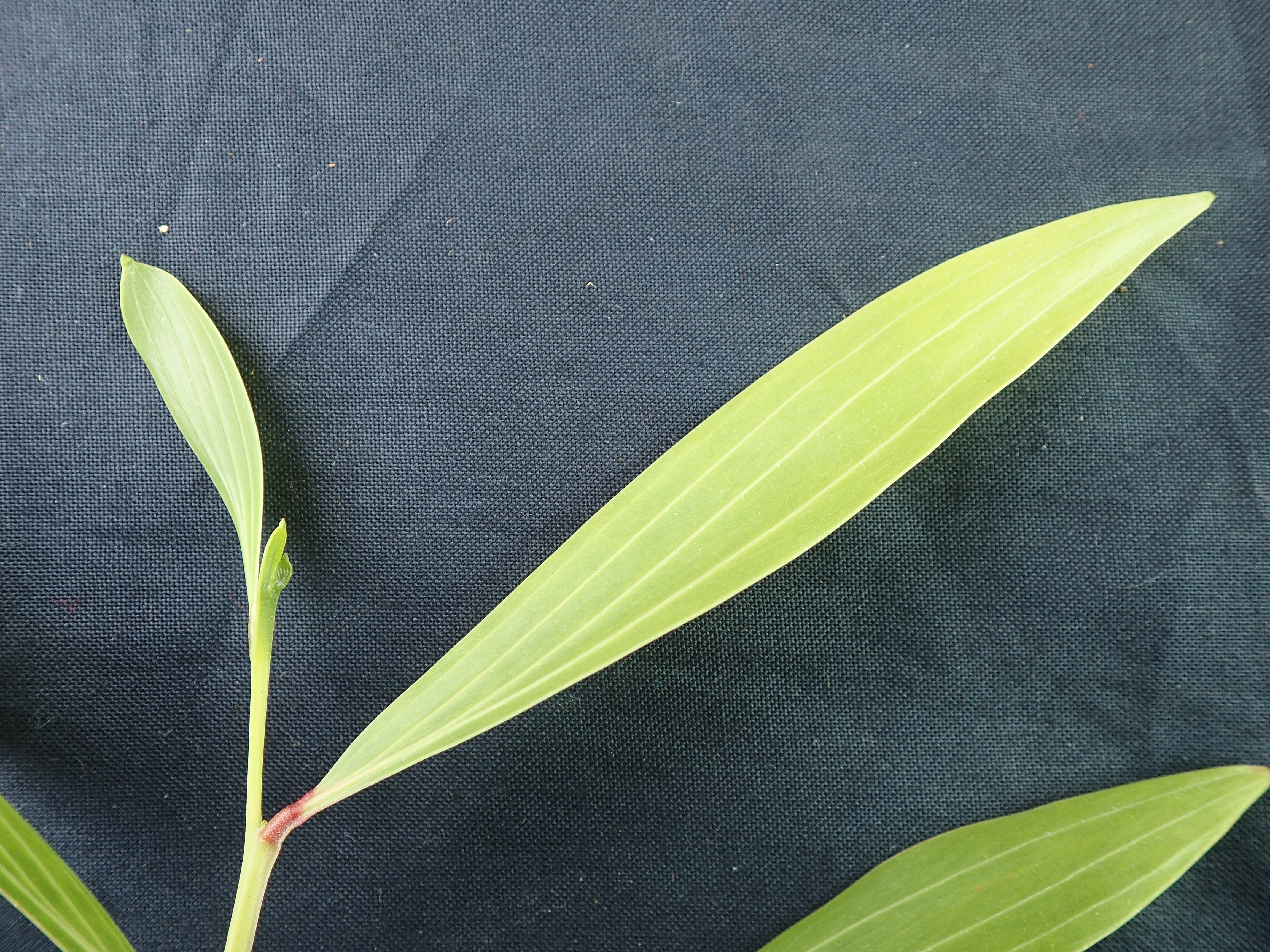
phyllodes d’Acacia mangium juvénile (en Guyane)
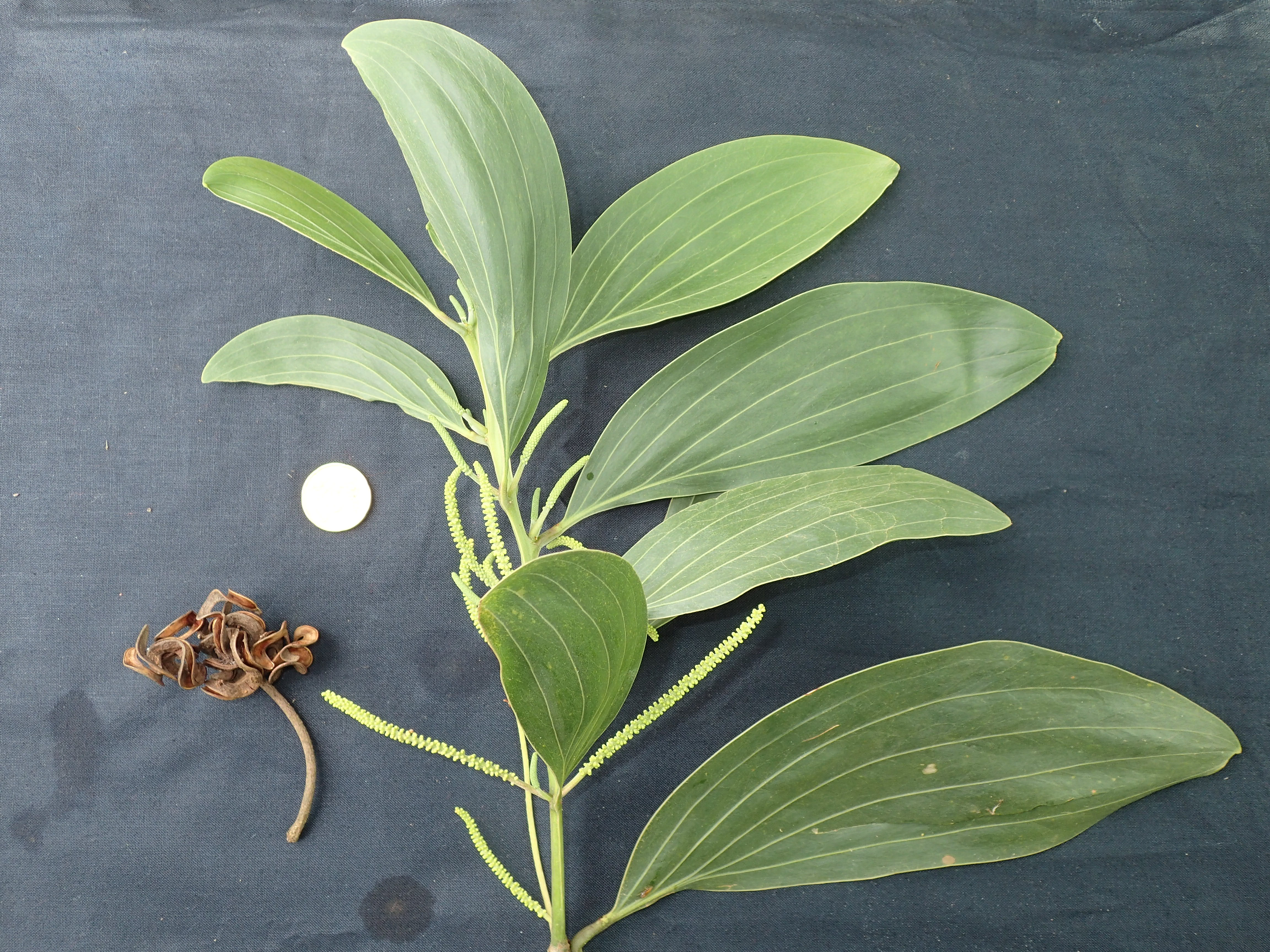
rameau feuillé et florifère immature d’Acacia mangium (Macouria, Guyane)
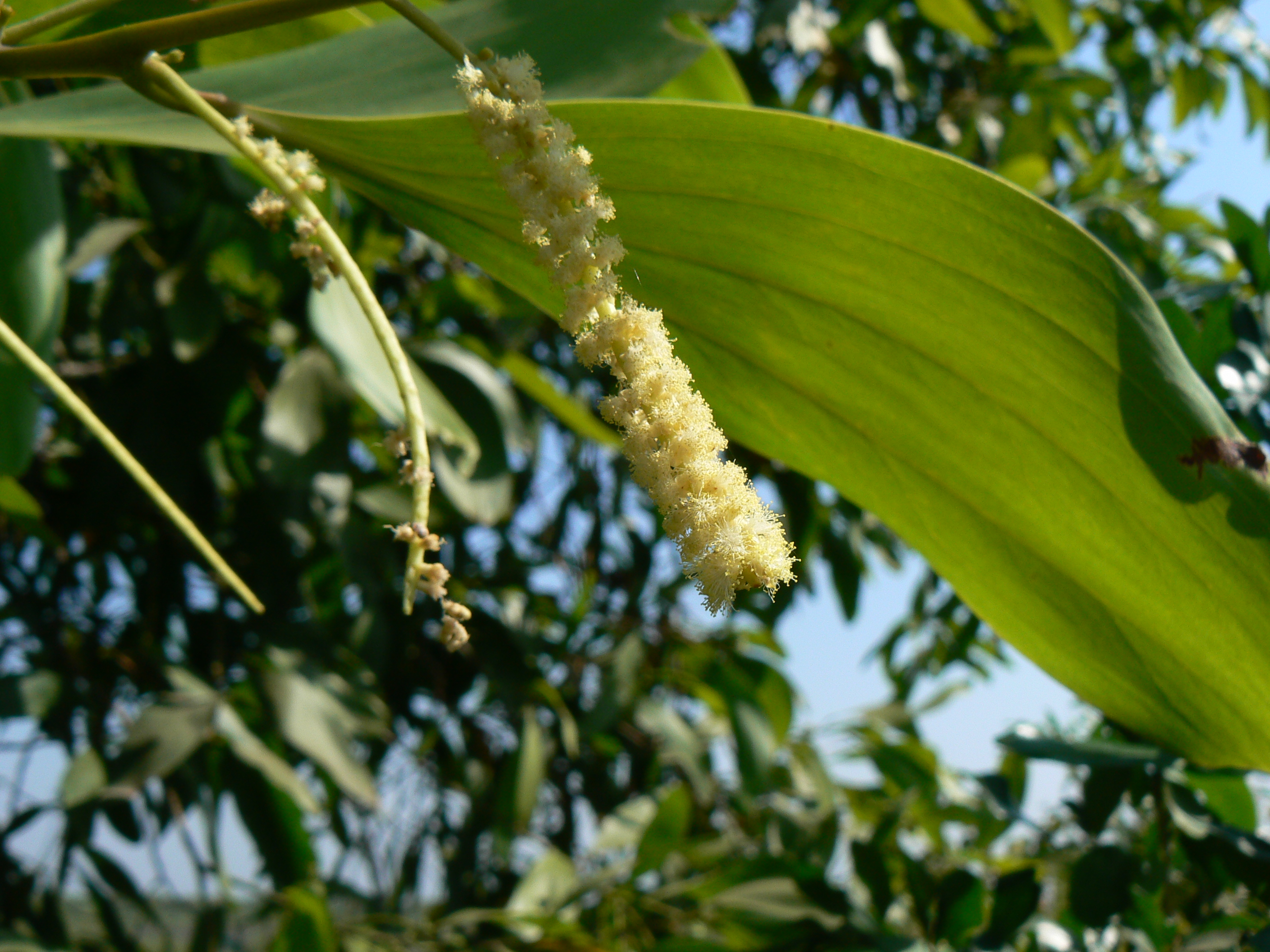
inflorescence d’Acacia mangium (région de Kannur, Inde)
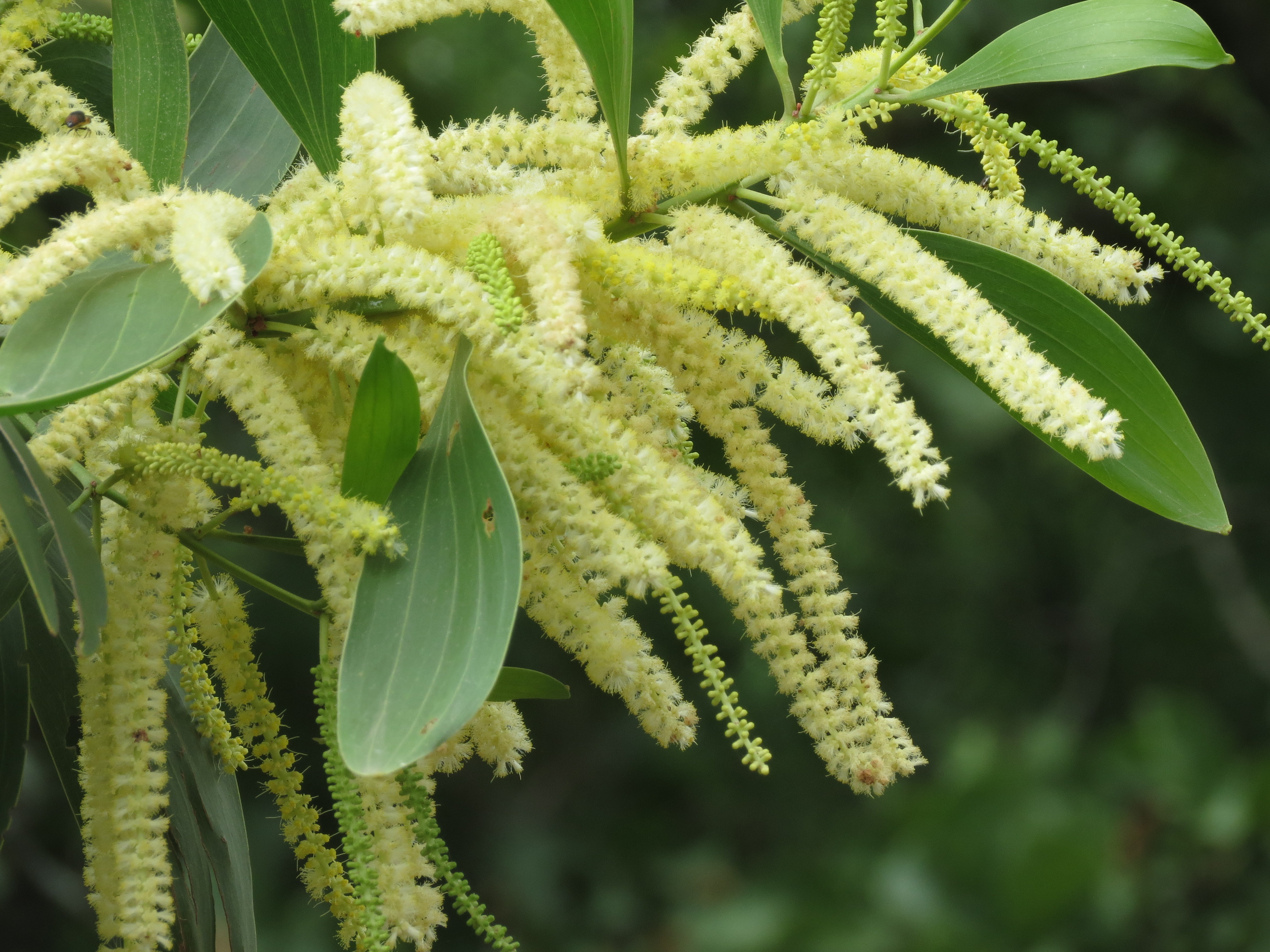
inflorescences d’Acacia mangium (Shivanahalli, région de Bangalore, Inde)
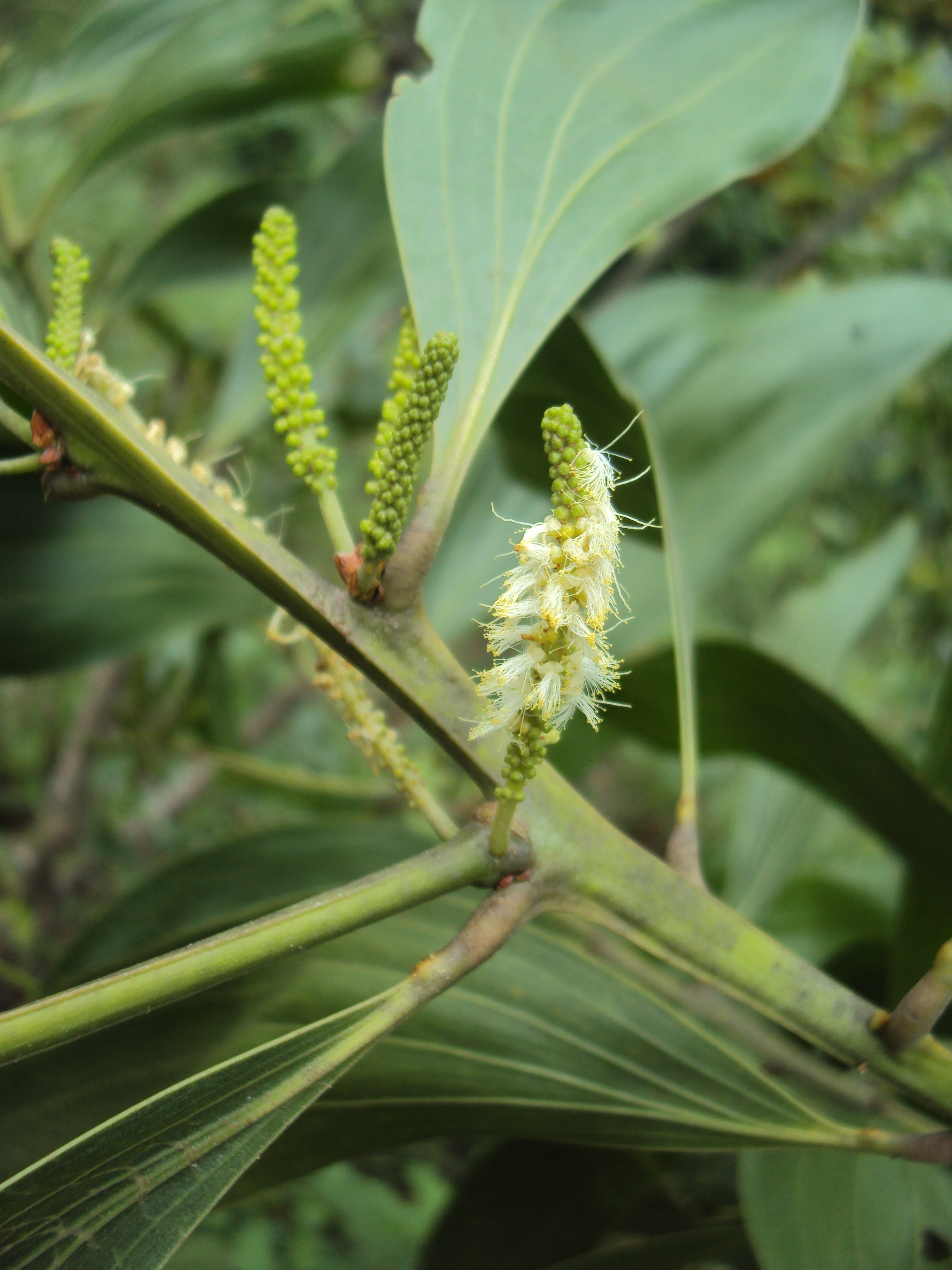
inflorescences d’Acacia mangium (région de Thane, Inde)
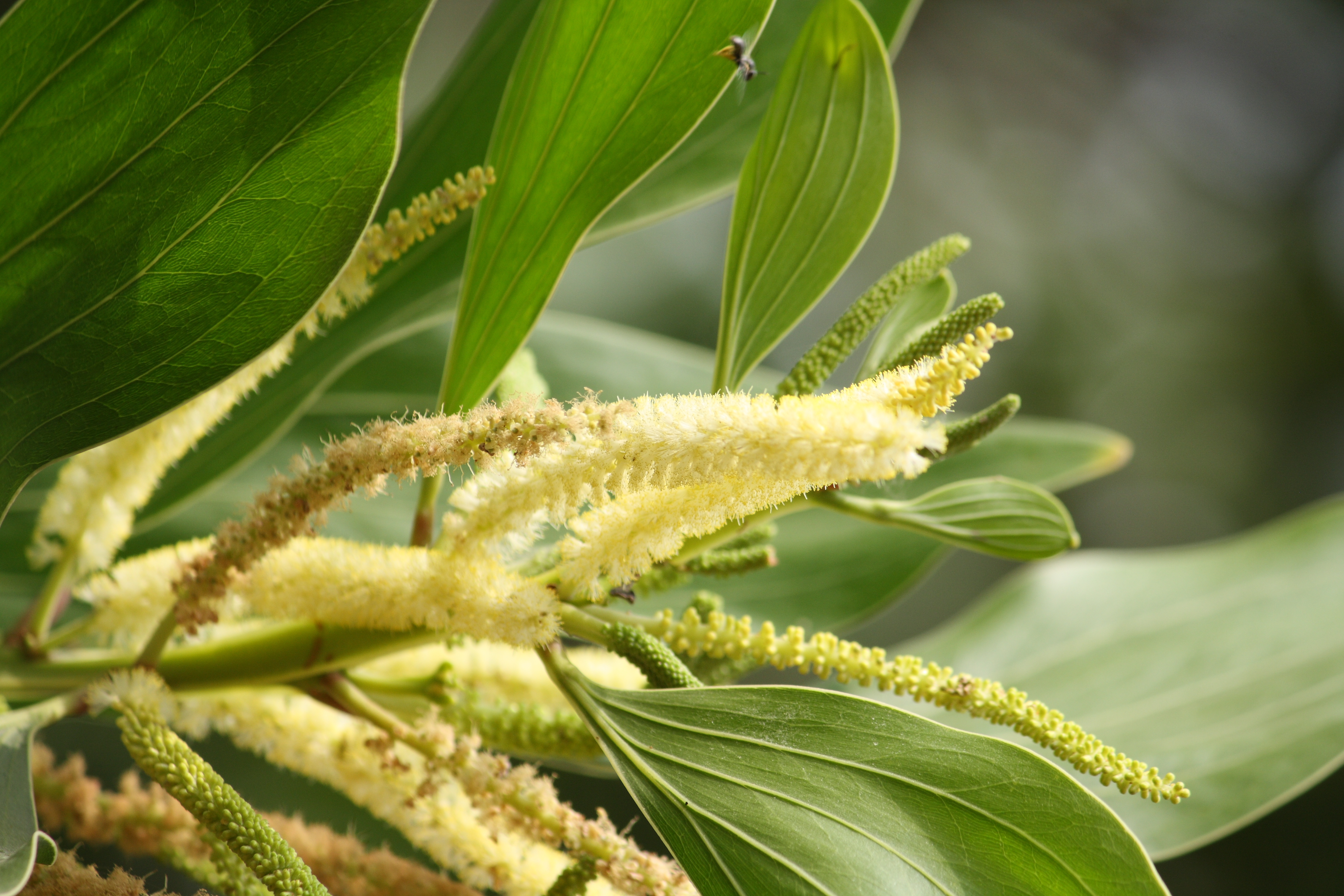
inflorescences d’Acacia mangium
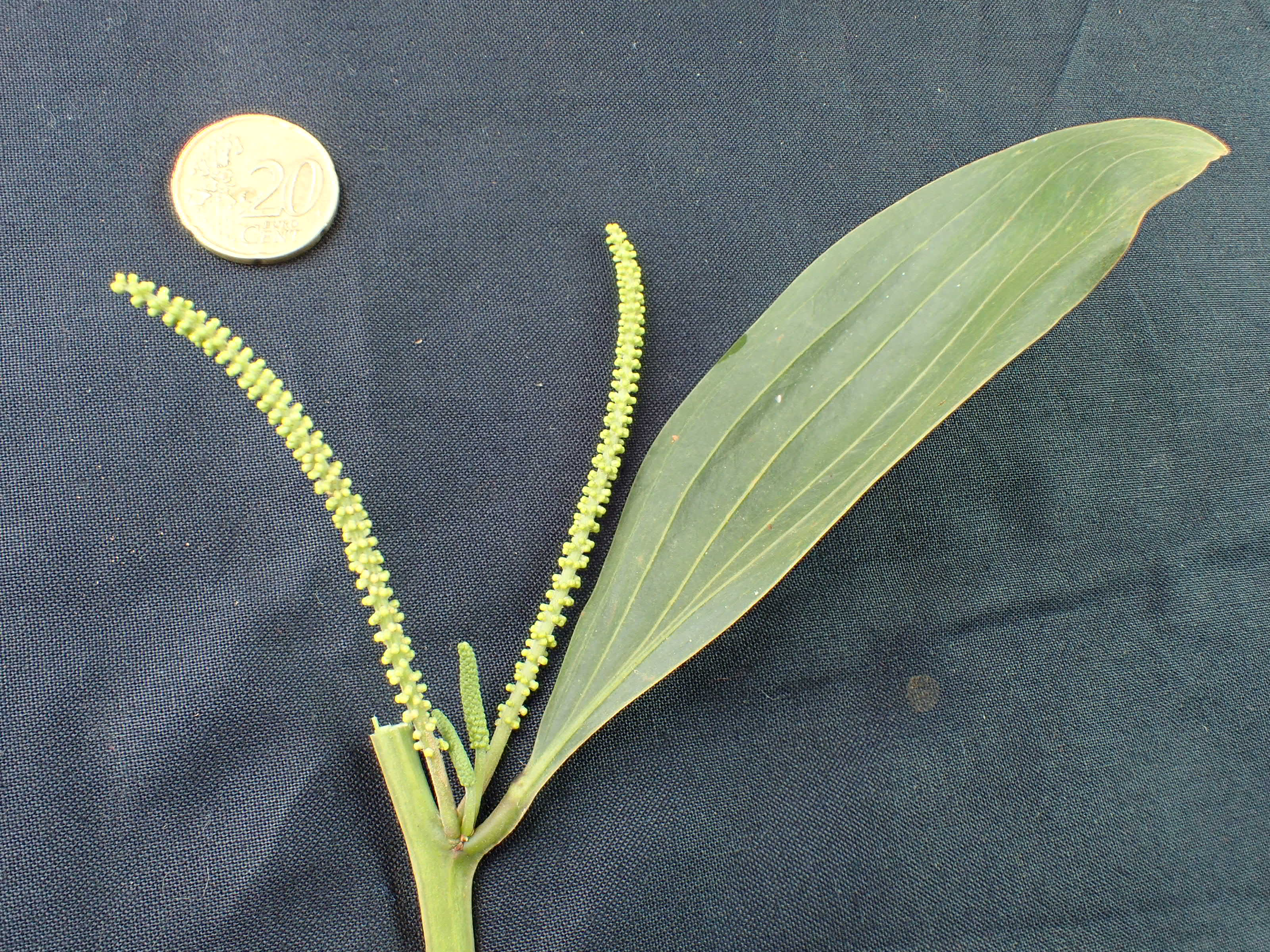
inflorescence immature (boutons floraux) d’Acacia mangium (Macouria, Guyane)
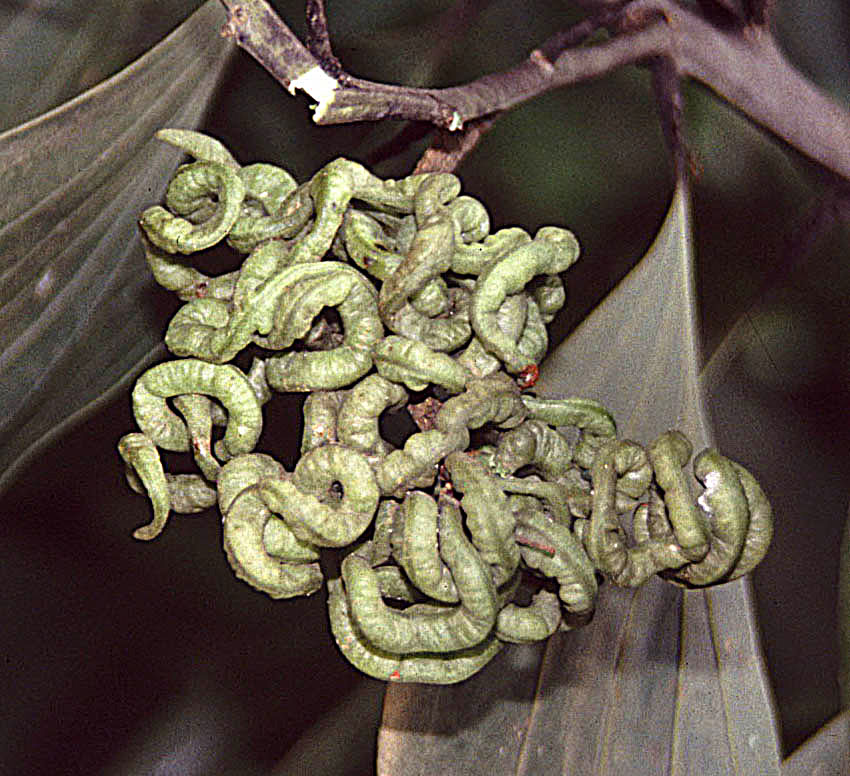
gousses immature d’Acacia mangium (dans une plantation du centre de Sumatra)
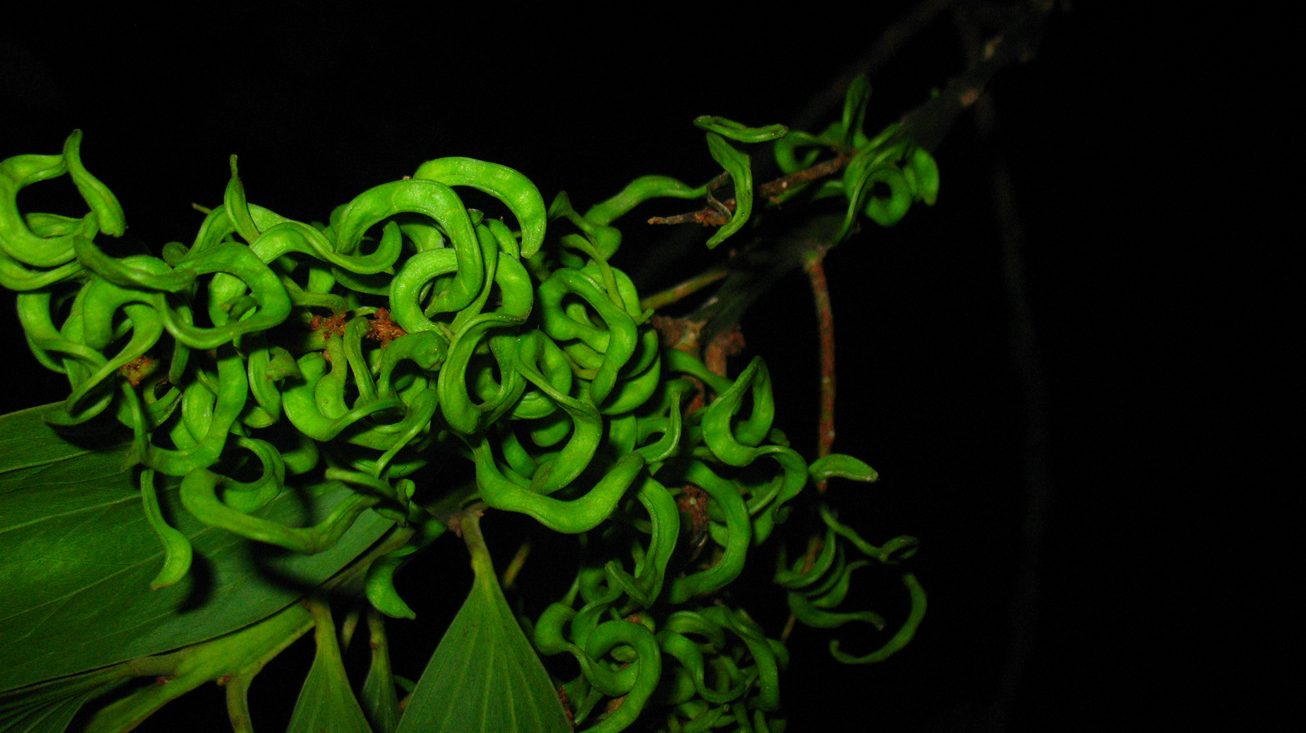
gousses immature d’Acacia mangium (Inde)
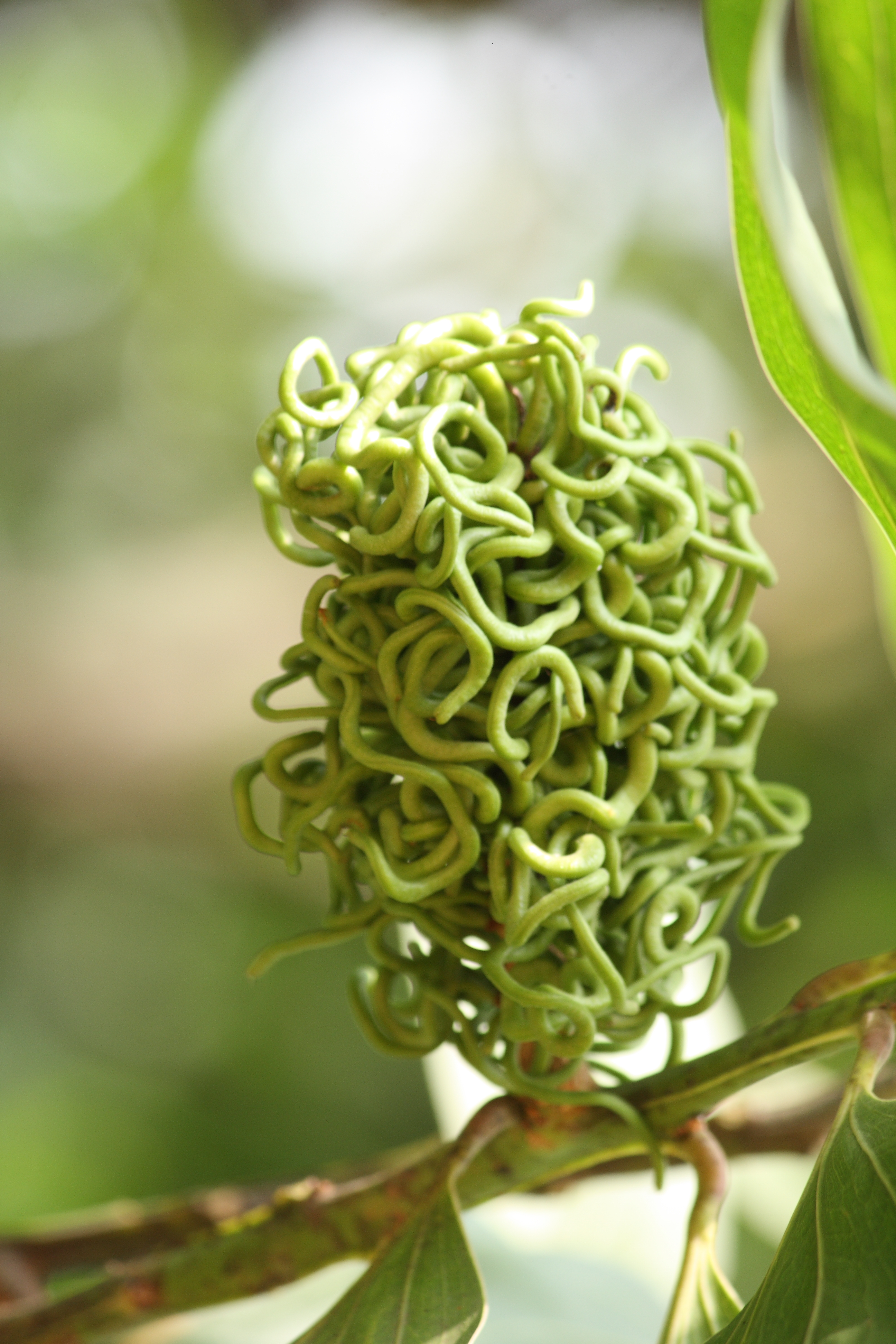
gousses immature d’Acacia mangium (Inde)
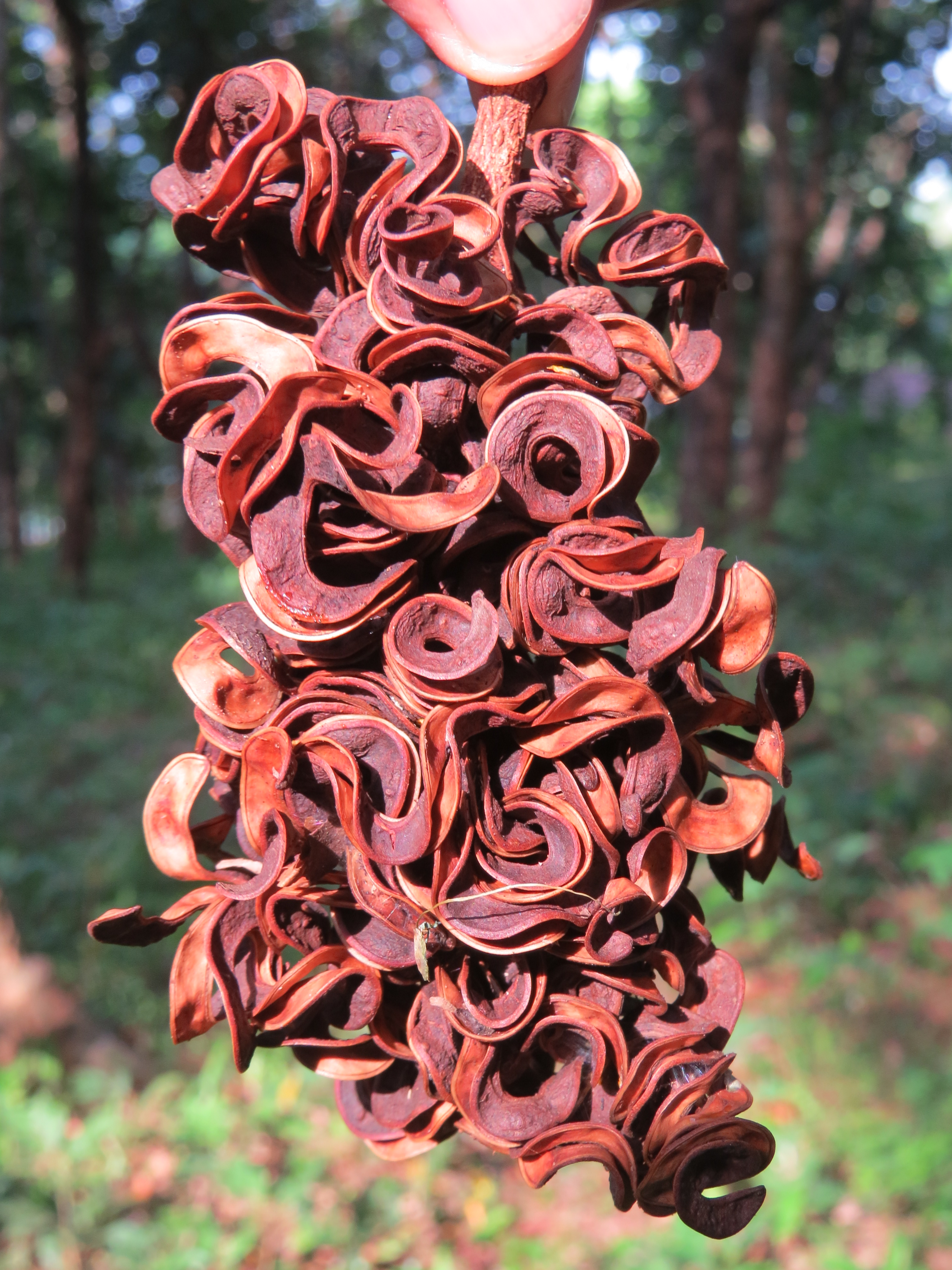
vieilles gousses entrelacées d’Acacia mangium
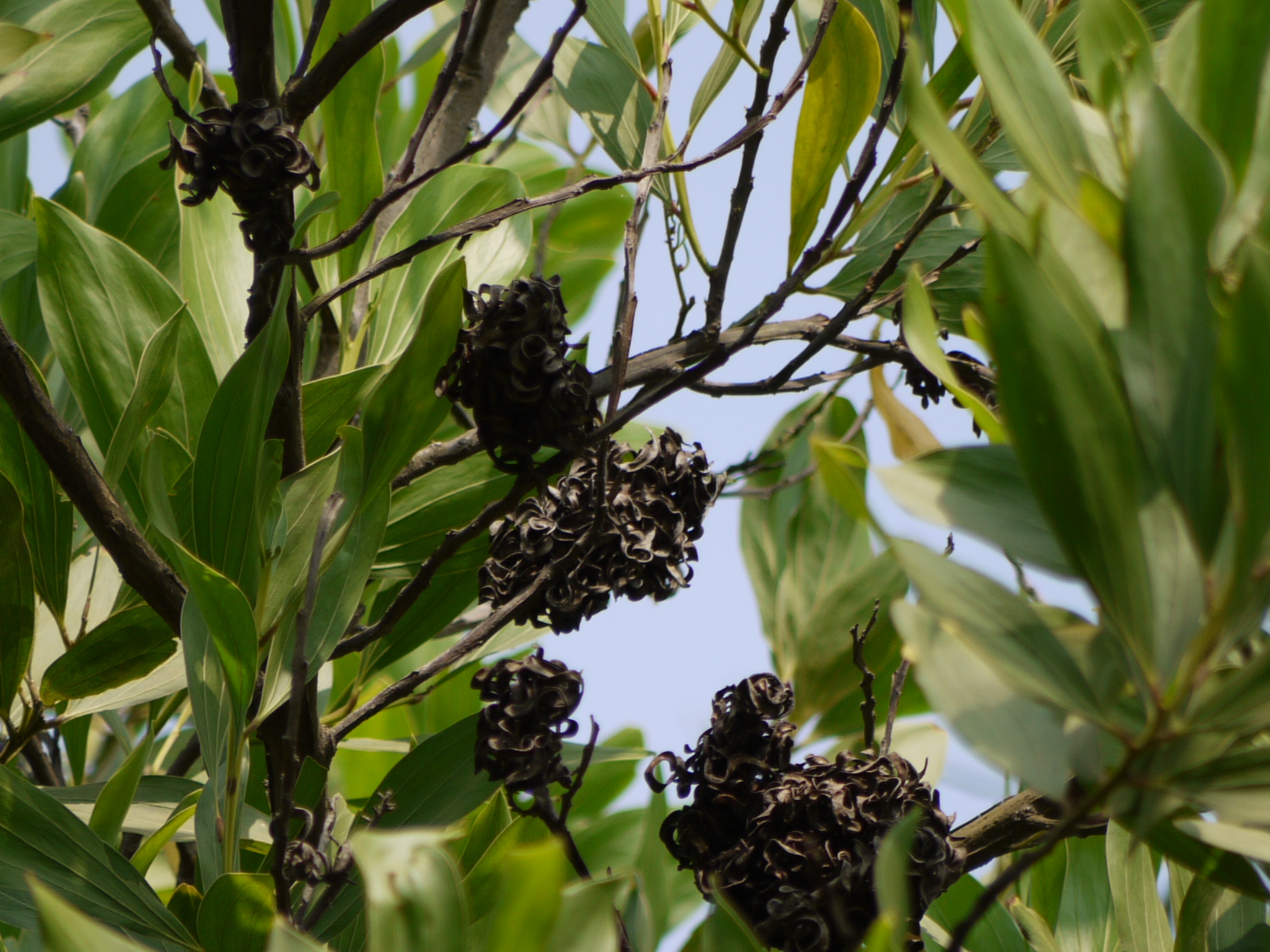
vieilles gousses entrelacées d’Acacia mangium dans l'arbre (appelé krathin-thepha en Thaïlande)
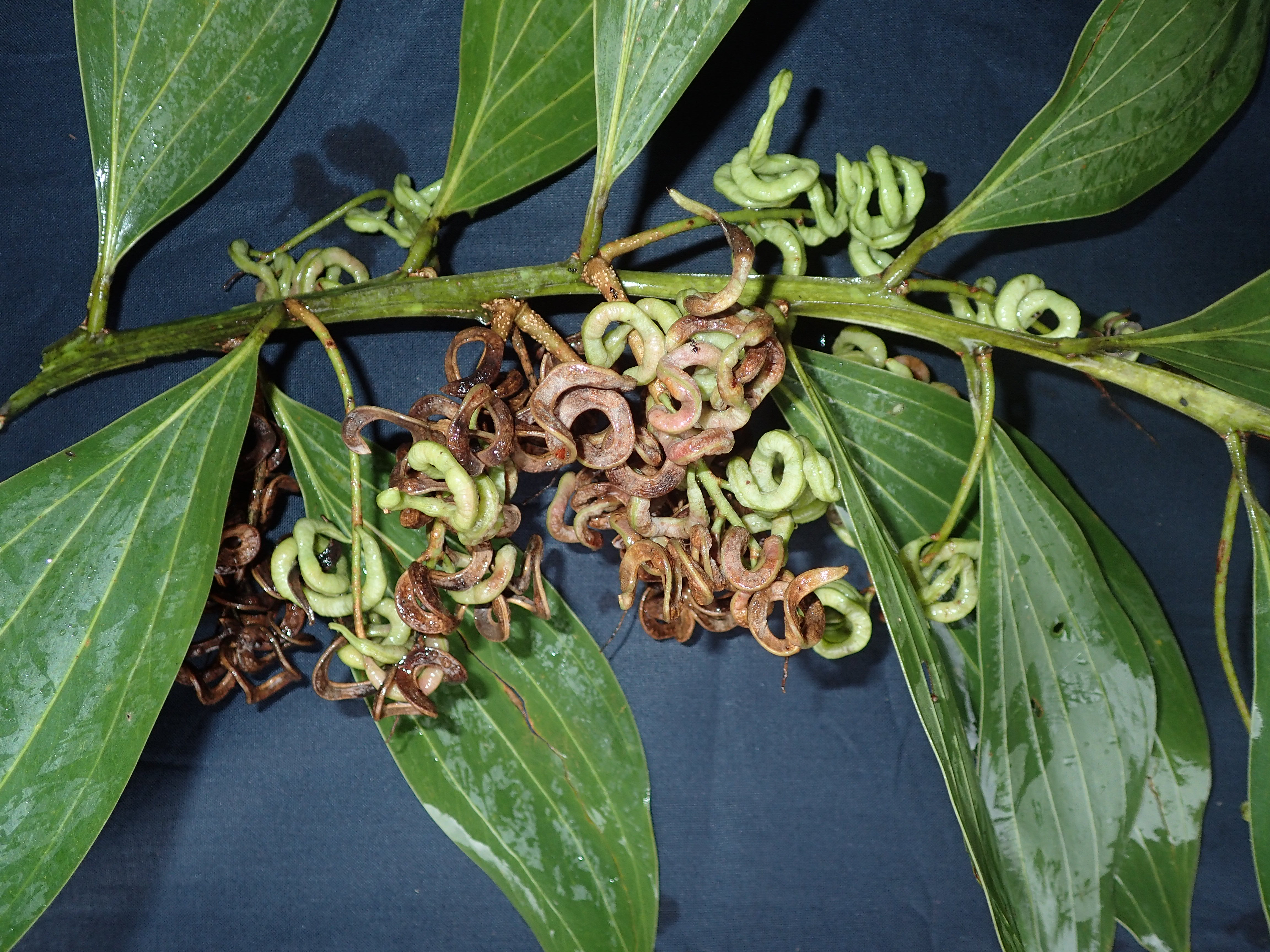
rameau fructière d’Acacia mangium avec des gousses plus ou moins matures (en Guyane)
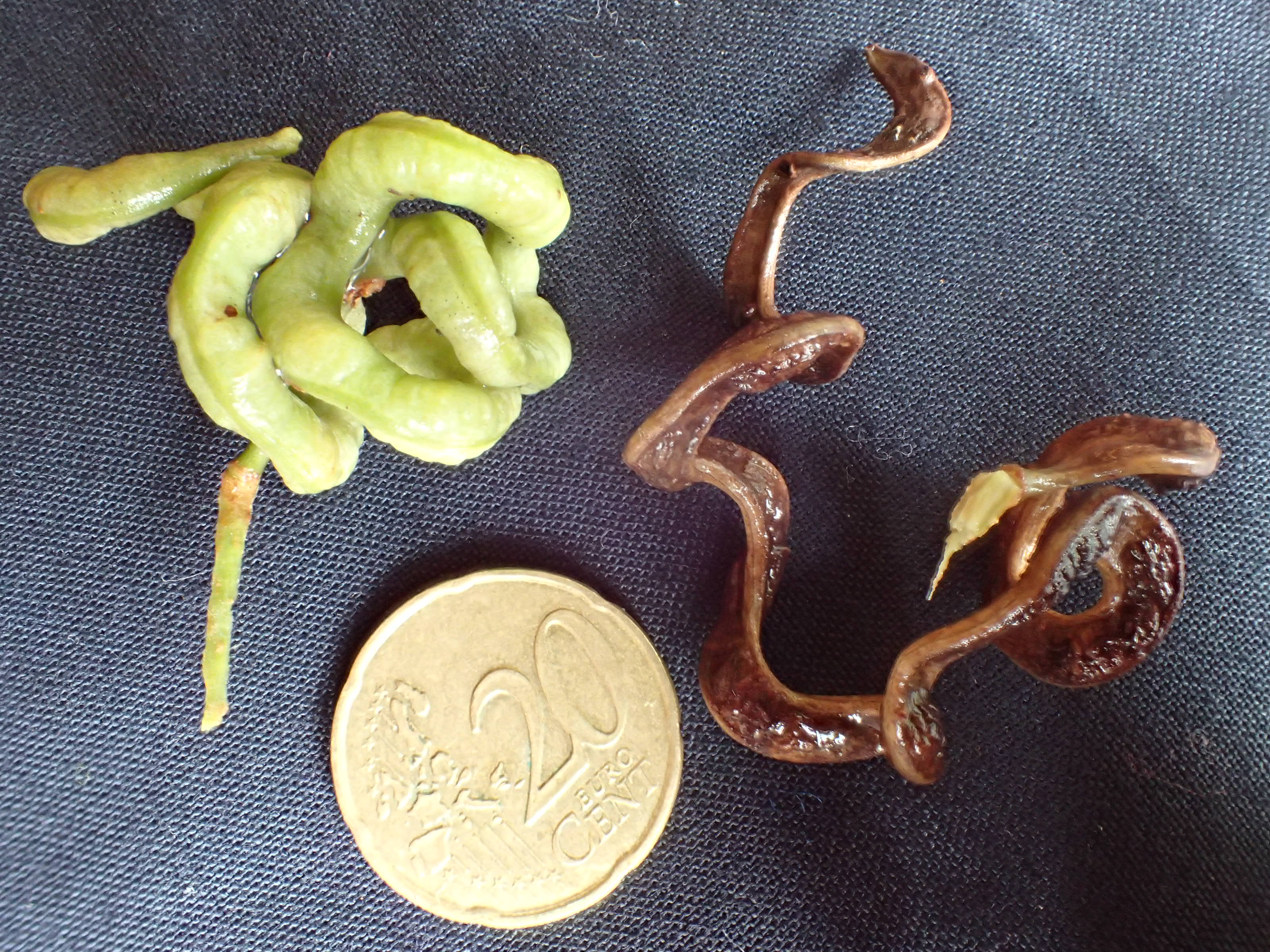
gousses mature et immature d’Acacia mangium (en Guyane)
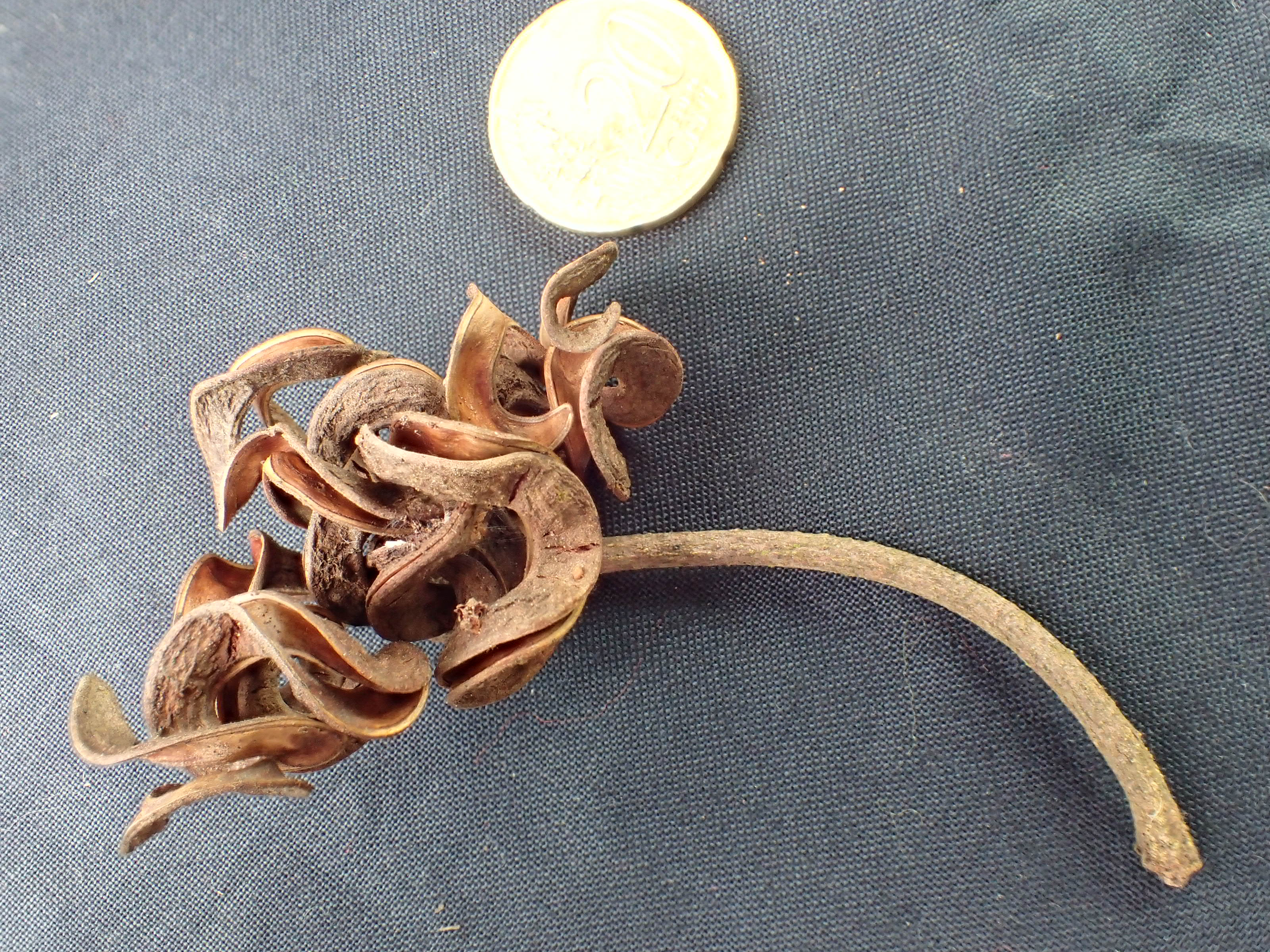
vieille gousse d’Acacia mangium (en Guyane)
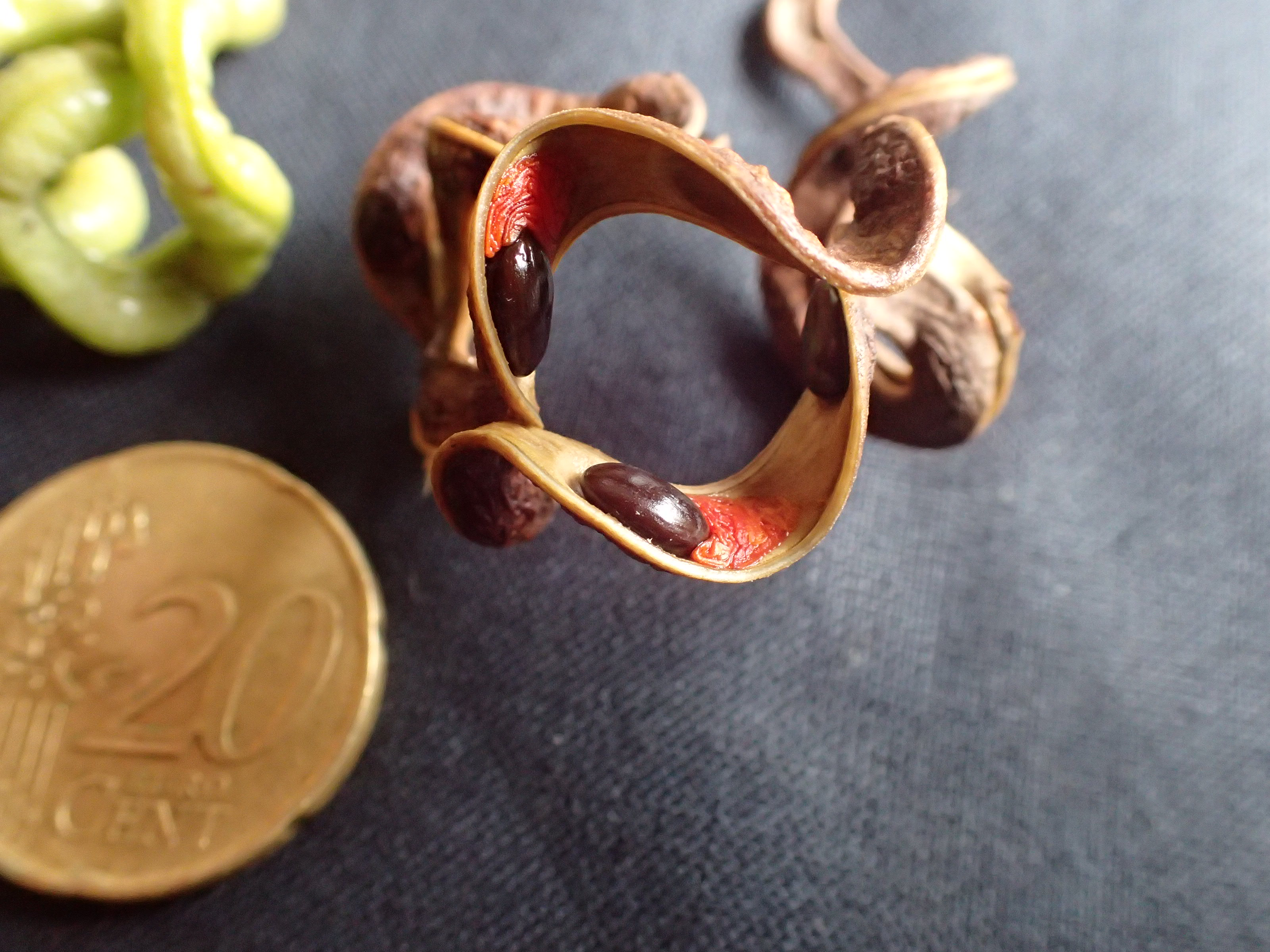
graines dans une gousses mature d’Acacia mangium
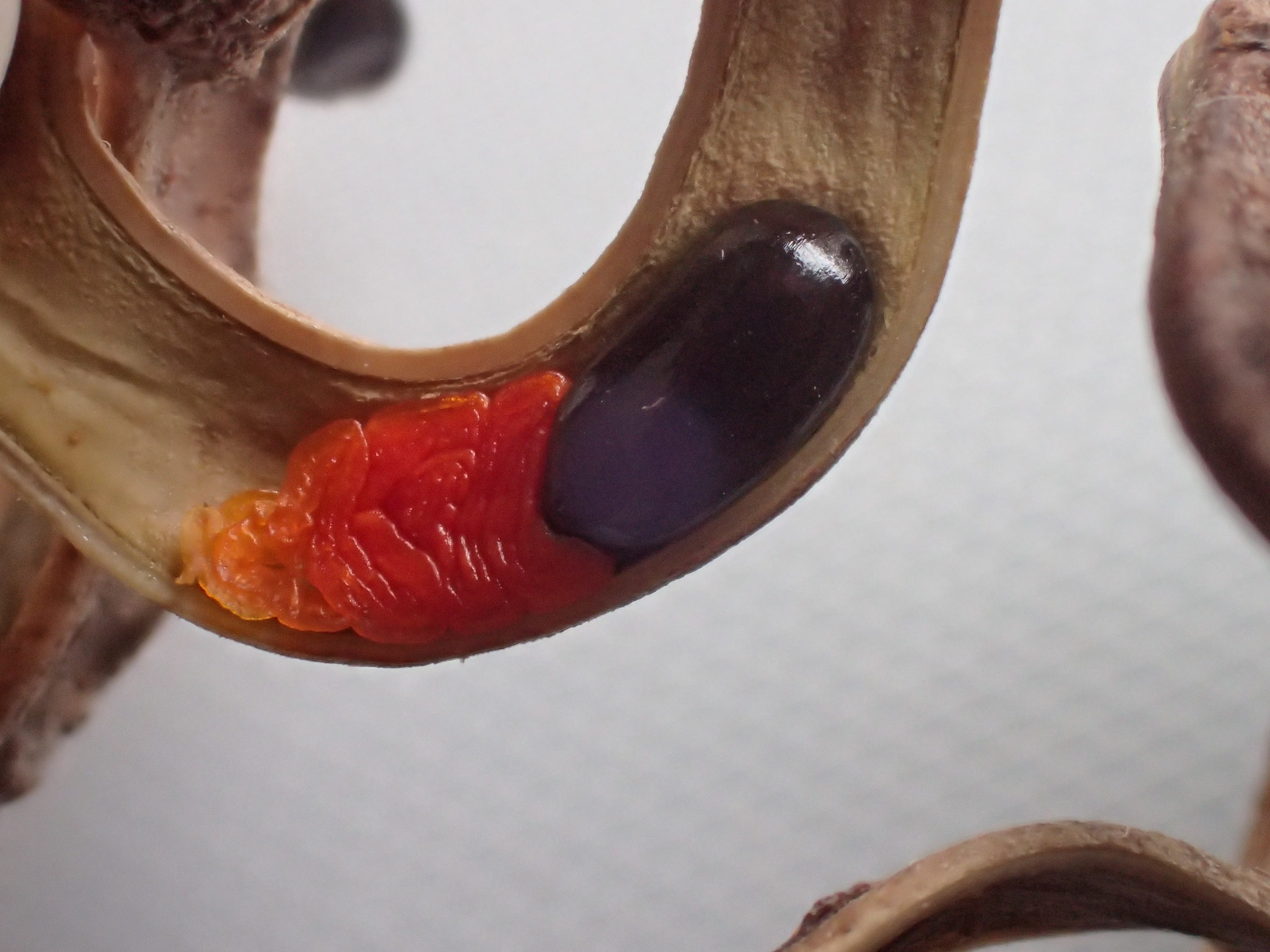
graine et son élaïosome replié dans une gousses d’Acacia mangium
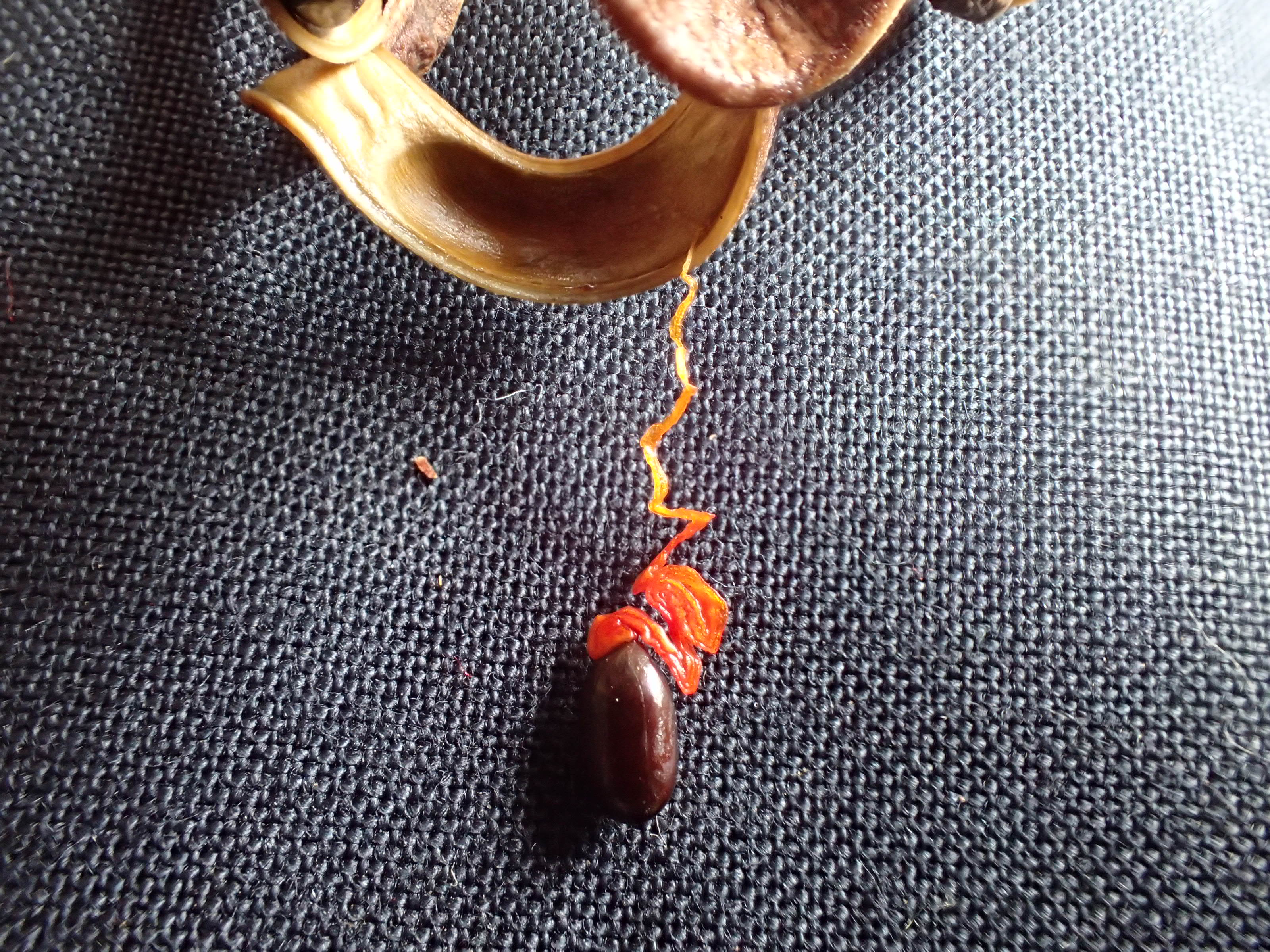
graine d’Acacia mangium, retenue à la gousses par son élaïosome
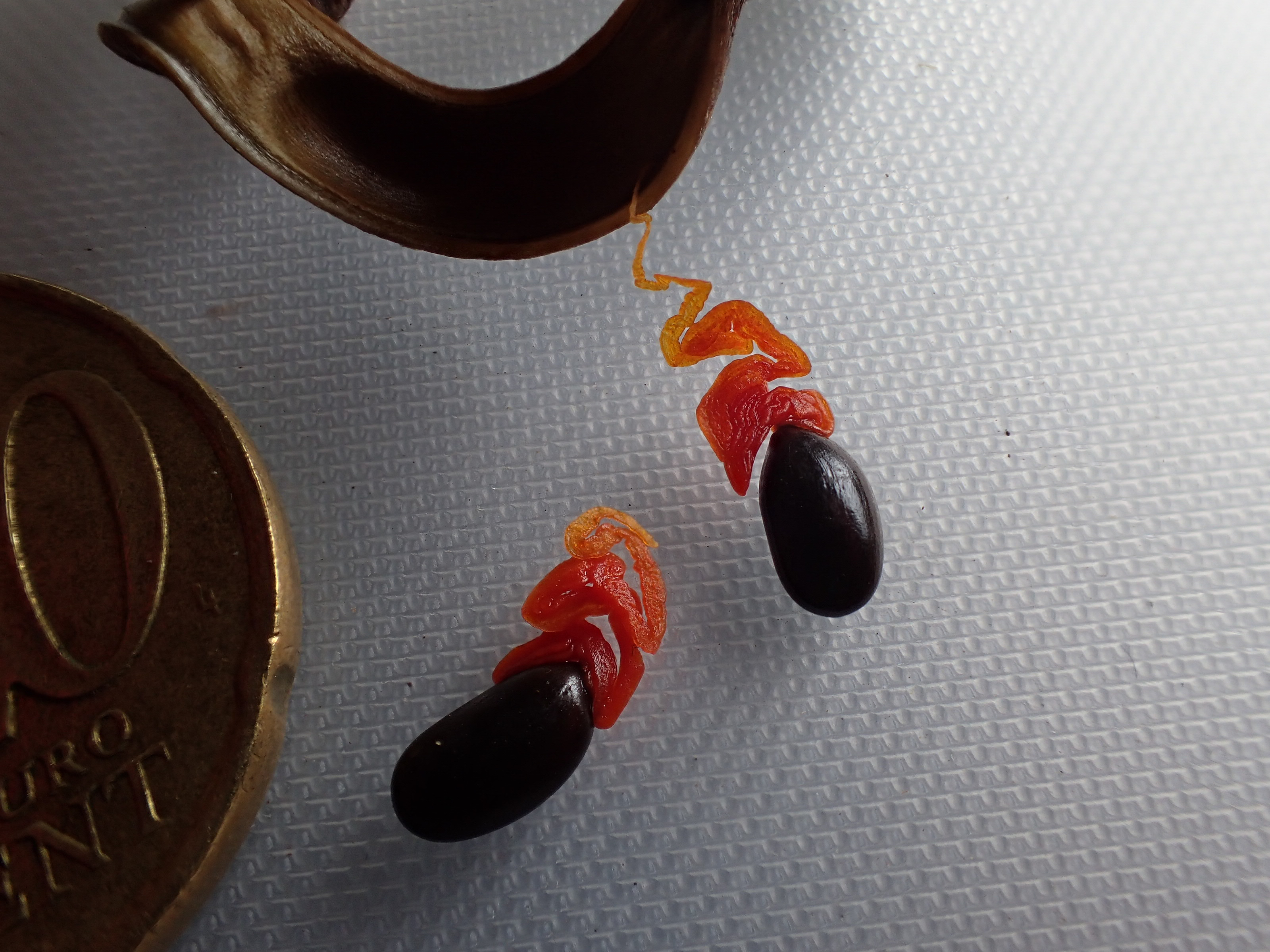
élaïosome retenant la graine à la gousse d’Acacia mangium
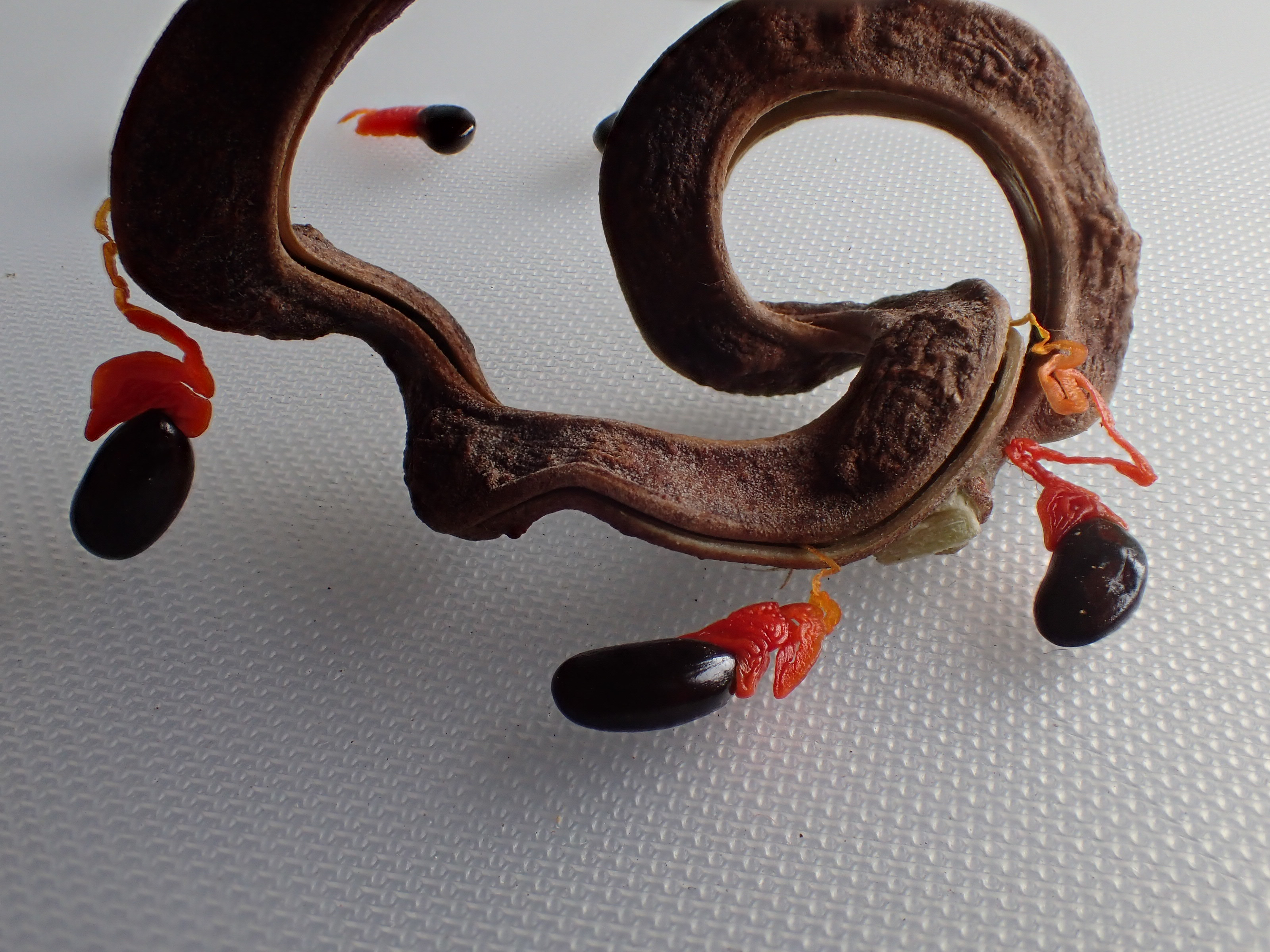
graines d’Acacia mangium retenues à une gousses par leurs élaïosomes
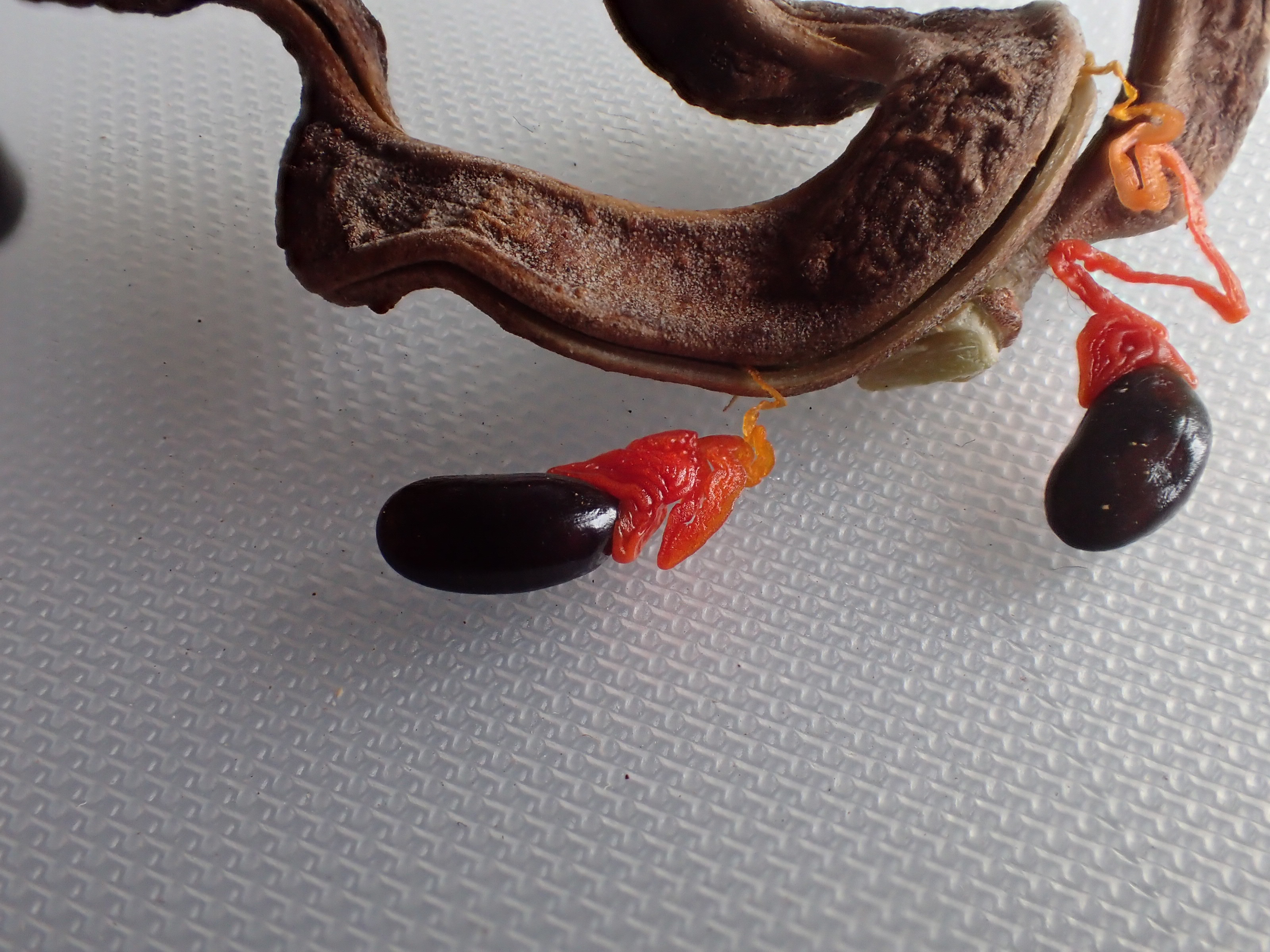
graines d’Acacia mangium retenues à une gousse par leurs élaïosomes
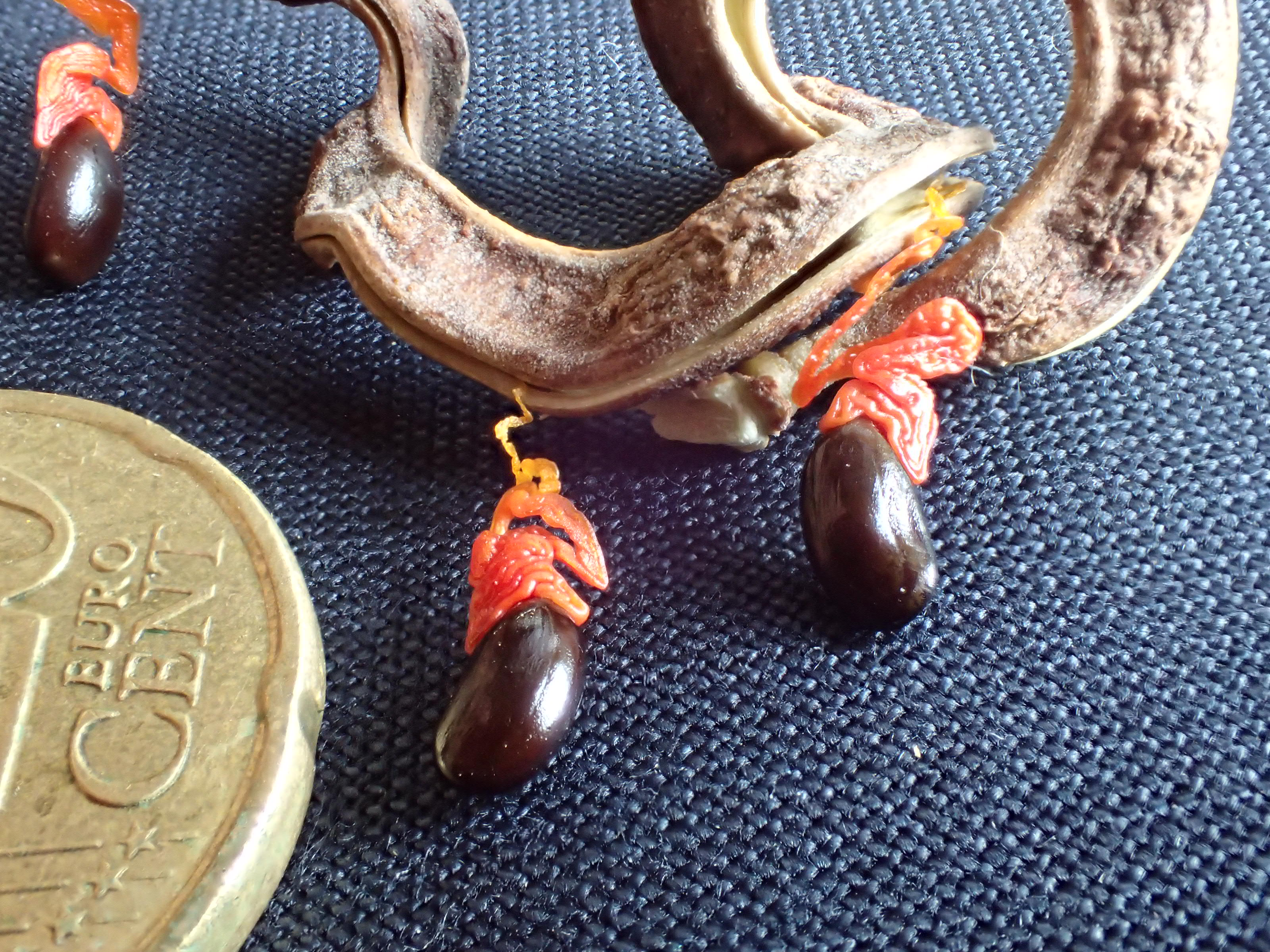
graines d’Acacia mangium retenues à une gousse par leurs élaïosomes
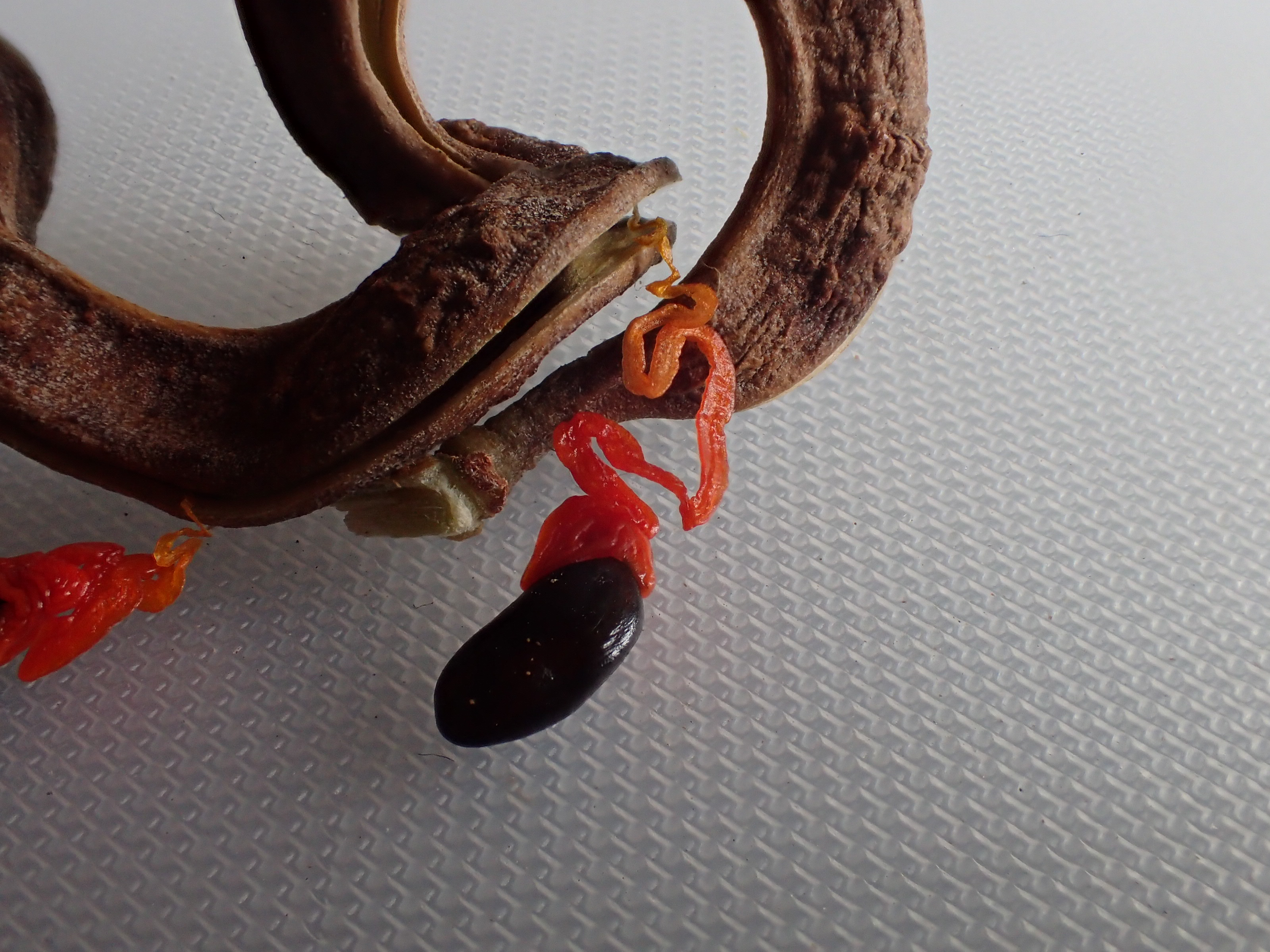
graine d’Acacia mangium retenue à une gousse par son élaïosome
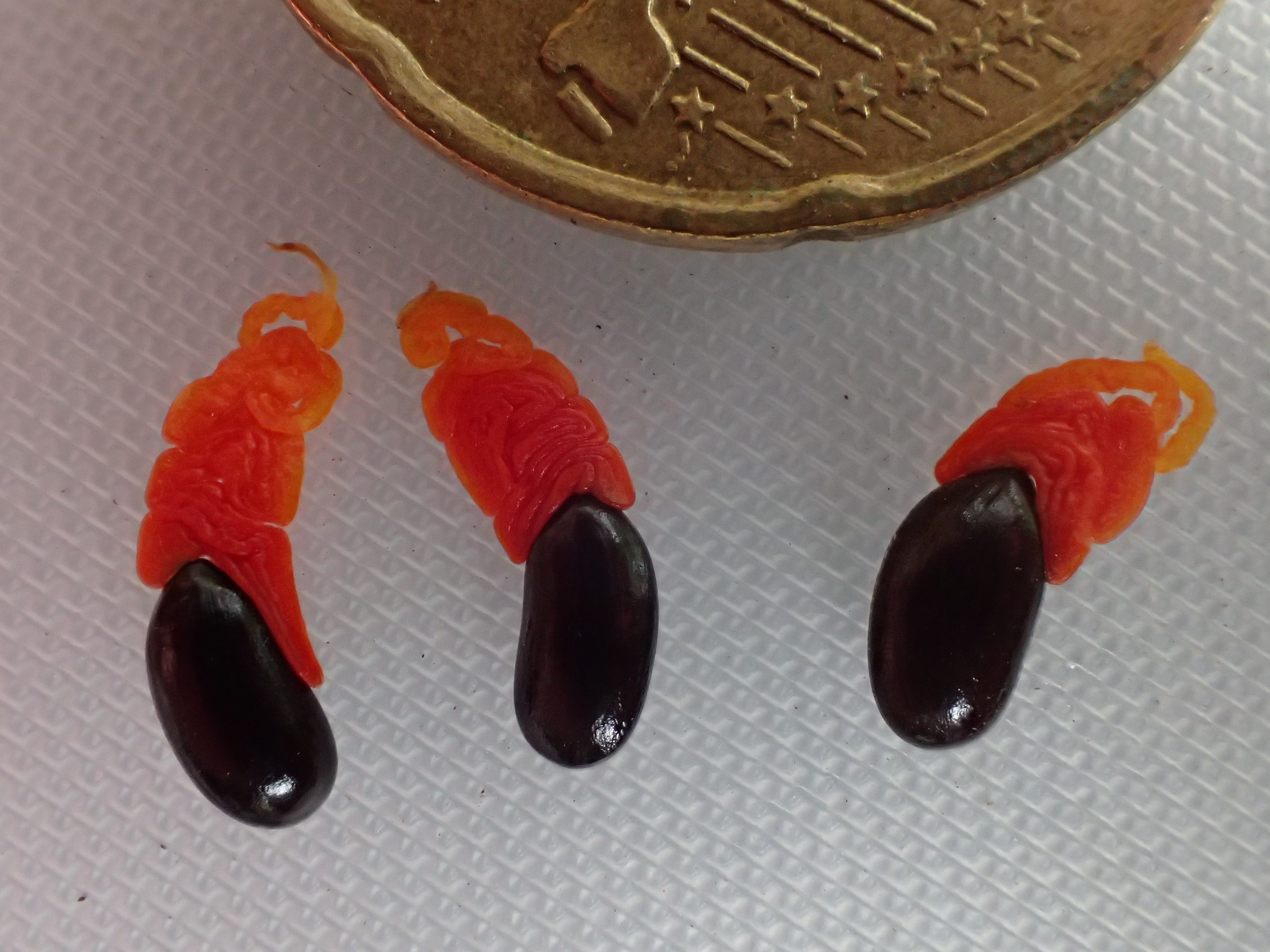
graines d’Acacia mangium avec leurs élaïosomes
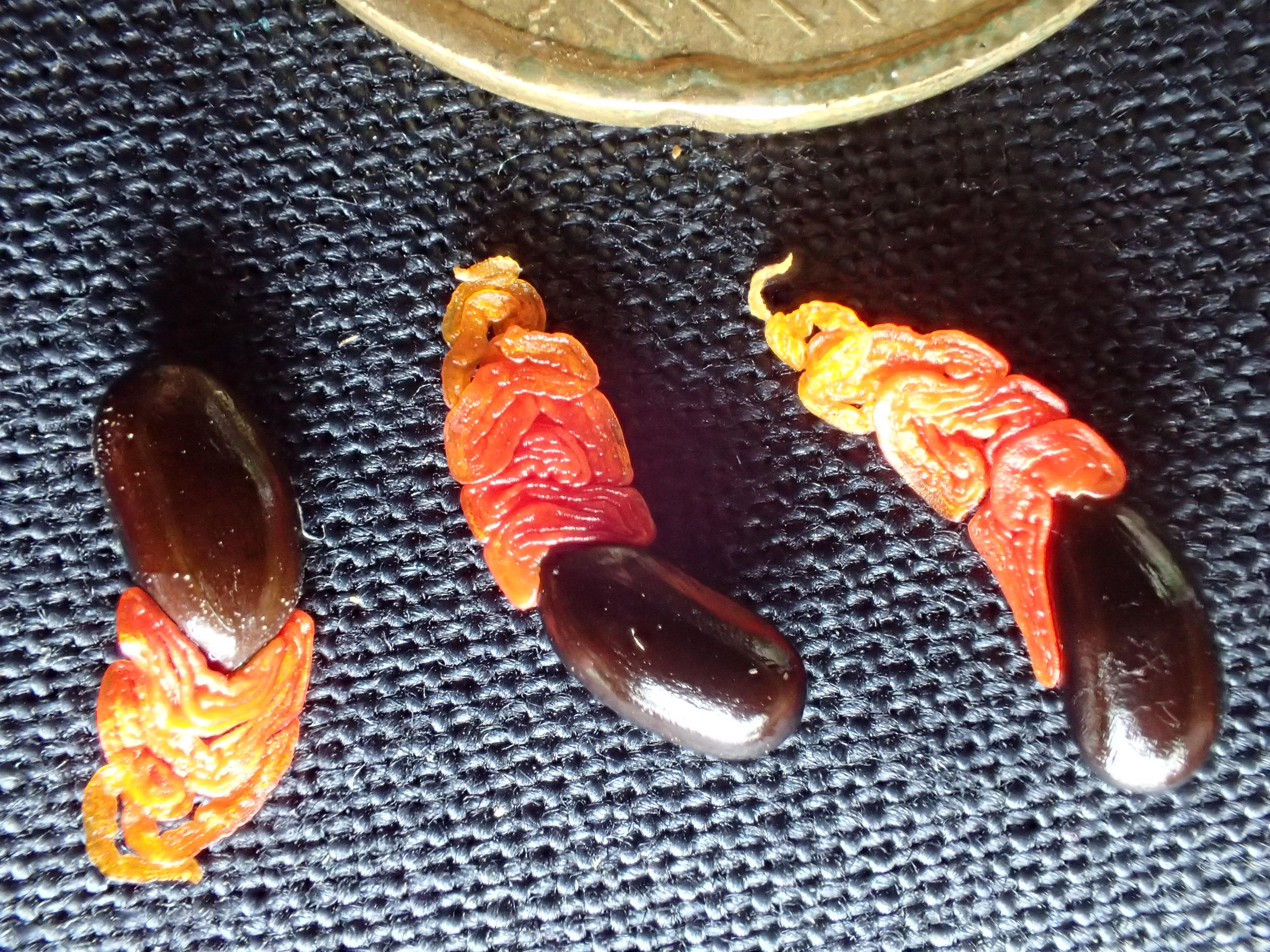
graines et élaïosomes d’Acacia mangium (en Guyane)